# Buick Riviera

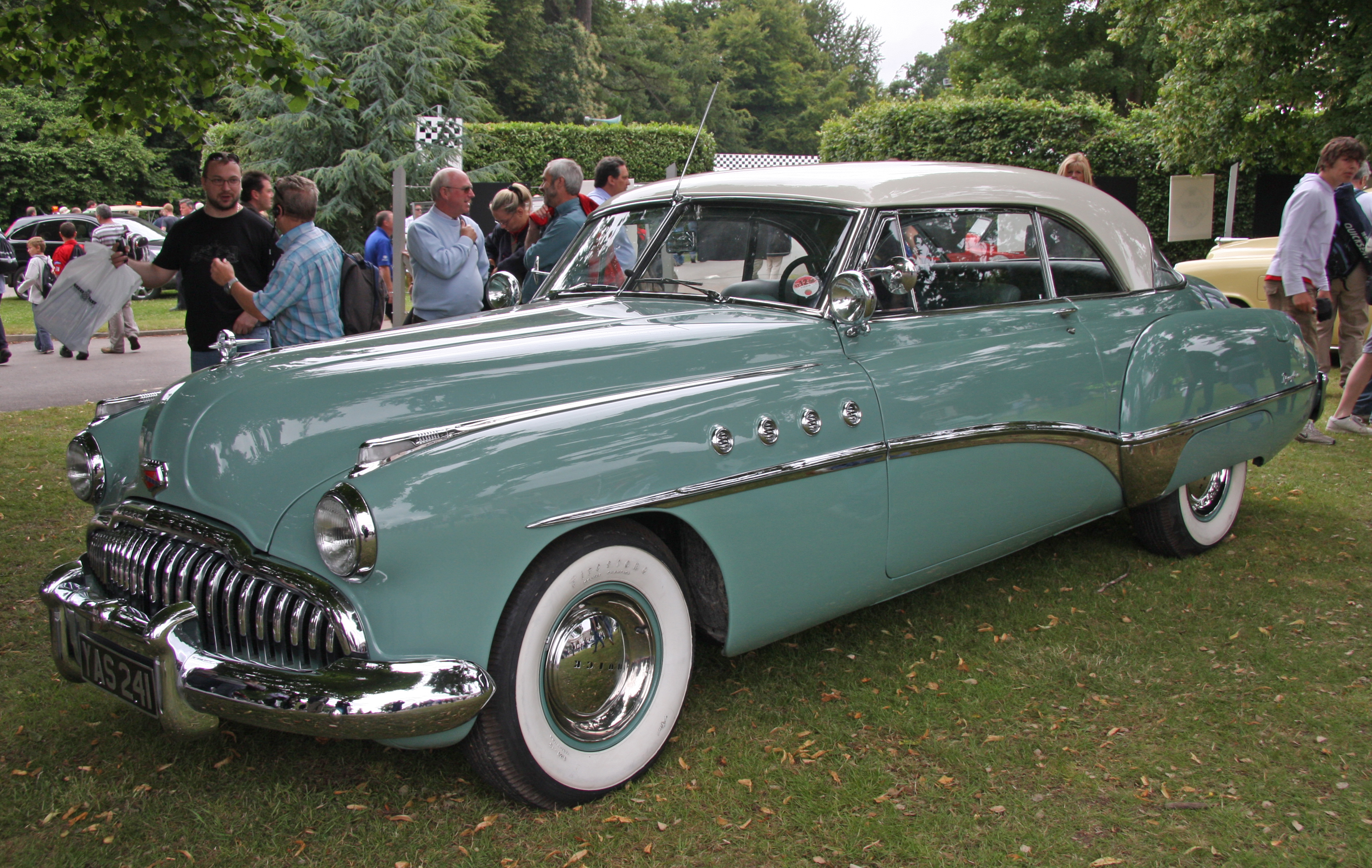
1949 Buick Roadmaster Riviera (один из первых хардтопов)

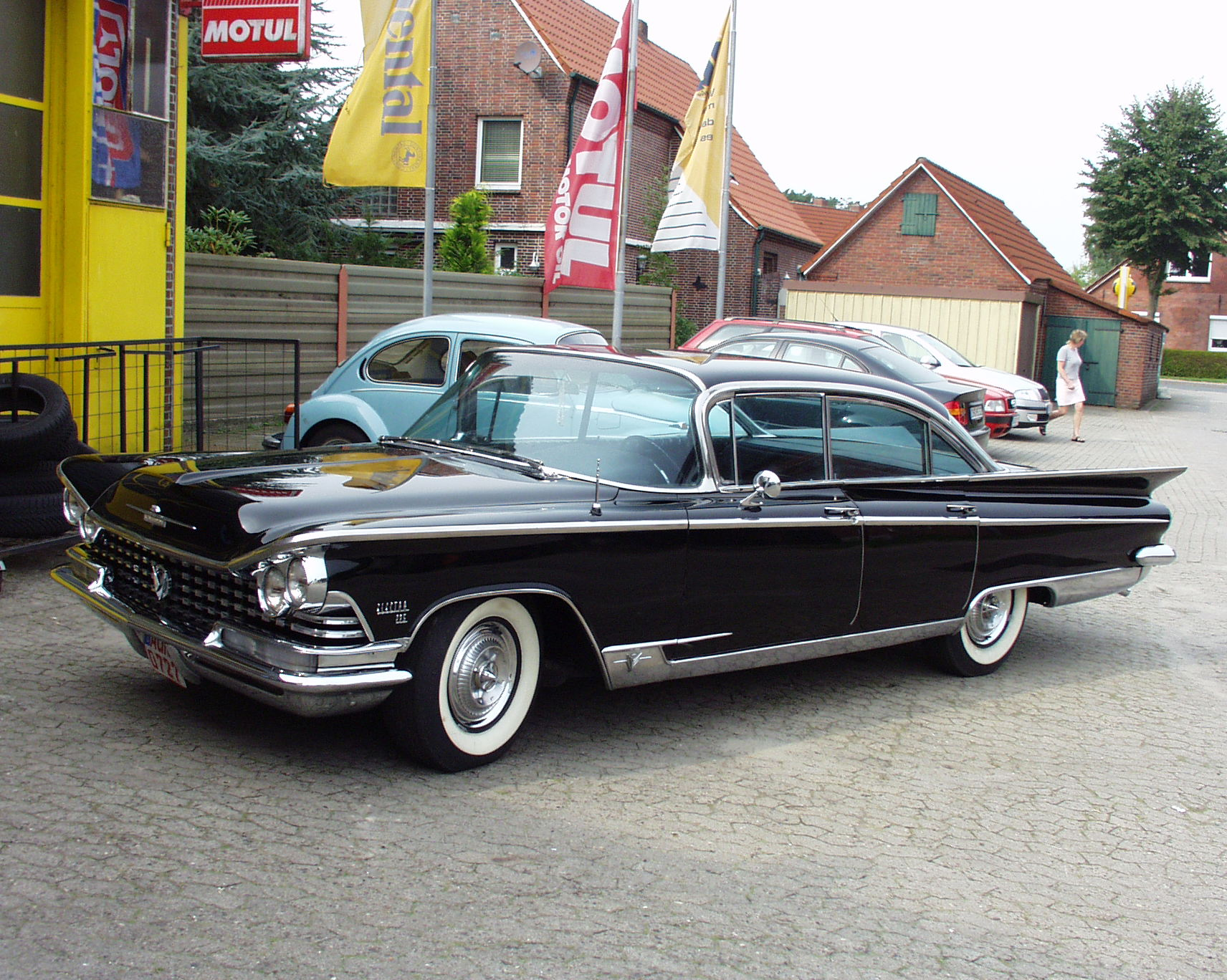
1959 Buick Electra 225 Riviera

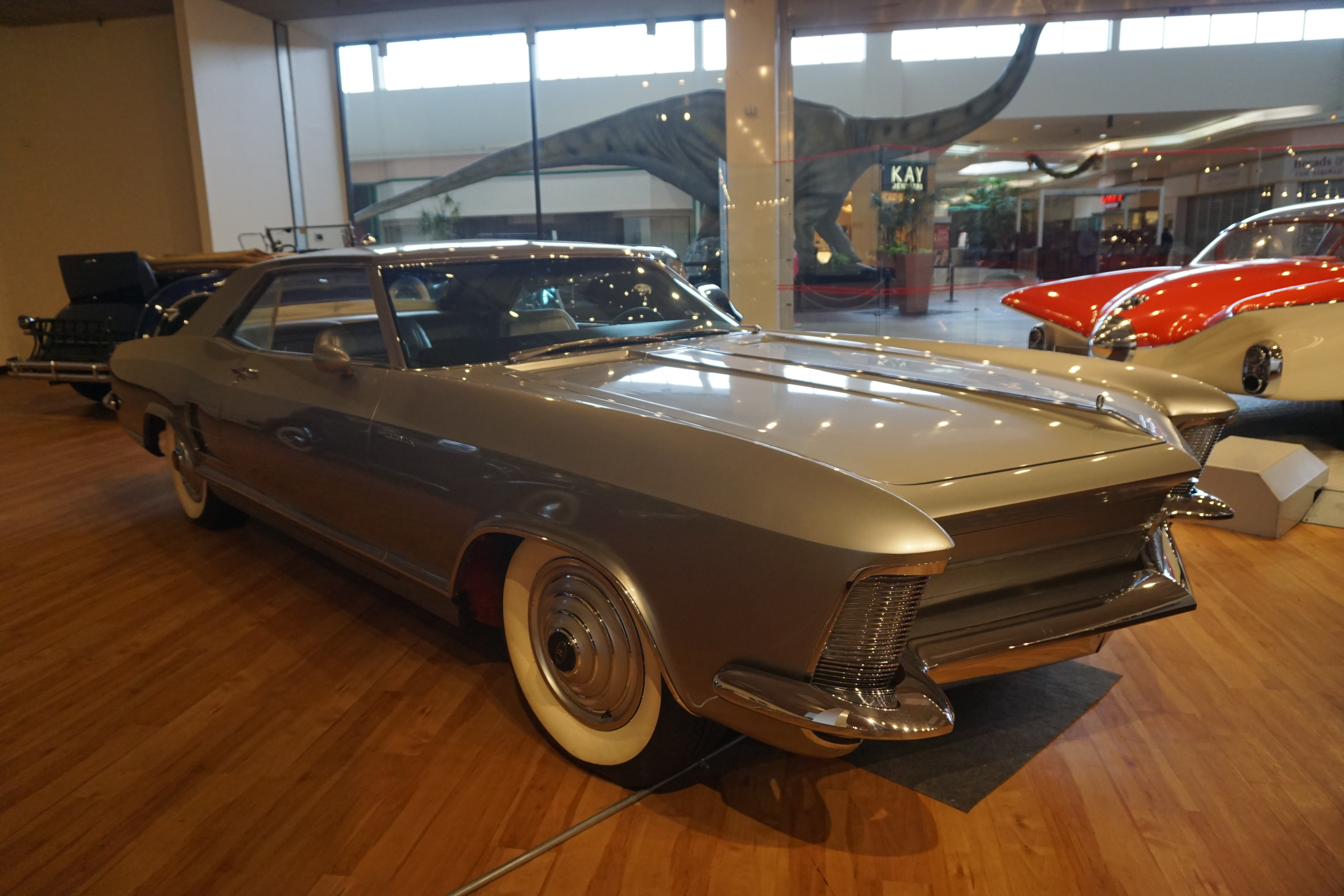
1963 Buick Silver Arrow (концепт-кар)

Buick Riviera — полноразмерный люксовый автомобиль, выпускавшийся подразделением Buick компании General Motors с 1963 по 1999 год с перерывом в 1994 году.

## Первое поколение (1963—1965)
Впервые Buick Riviera был представлен 4 октября 1962 года, а производство началось в 1963 году. Кузов, разработанный в стиле бутылки Coca-Cola, годом ранее был представлен на Studebaker Avanti. Он имеет заострённую заднюю часть, окружённую расширяющимися крыльями.
Buick Riviera имел крестообразную раму, аналогичную стандартному шасси Buick, но укороченную и с колеёй, суженной на 51 мм. Колёсная база составляла 2970 мм, длина — 5280 мм, масса — 1813 кг. Автомобили оснащались двигателями Buick V8 объёмом 6,6—7,0 л в паре с бесступенчатой трансмиссией Dynaflow. Тормоза автомобиля — 300-миллиметровые барабанные, с алюминиевым оребрением (Buick «Al-Fin»). В стандартную комплектацию входил гидроусилитель рулевого управления. Степень сжатия составляла 20,5:1.

В 1964 году бесступенчатая трансмиссия Dynaflow уступила место трёхступенчатой автоматической трансмиссии Super Turbine 400 (GM Turbo Hydra-Matic). Модель 1965 года получила скрытые фары, расположенные в углах передних крыльев.

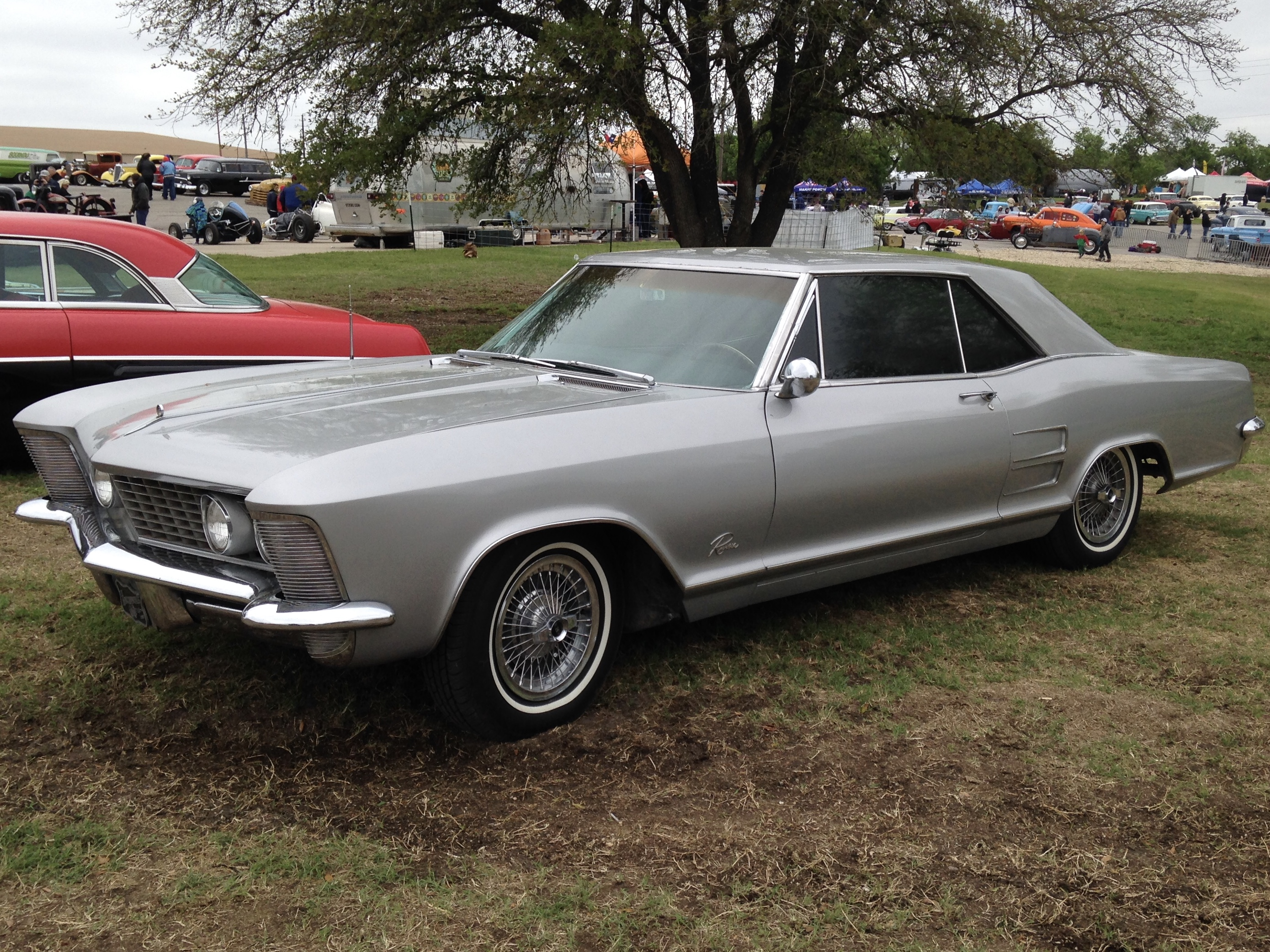
1963 Buick Riviera
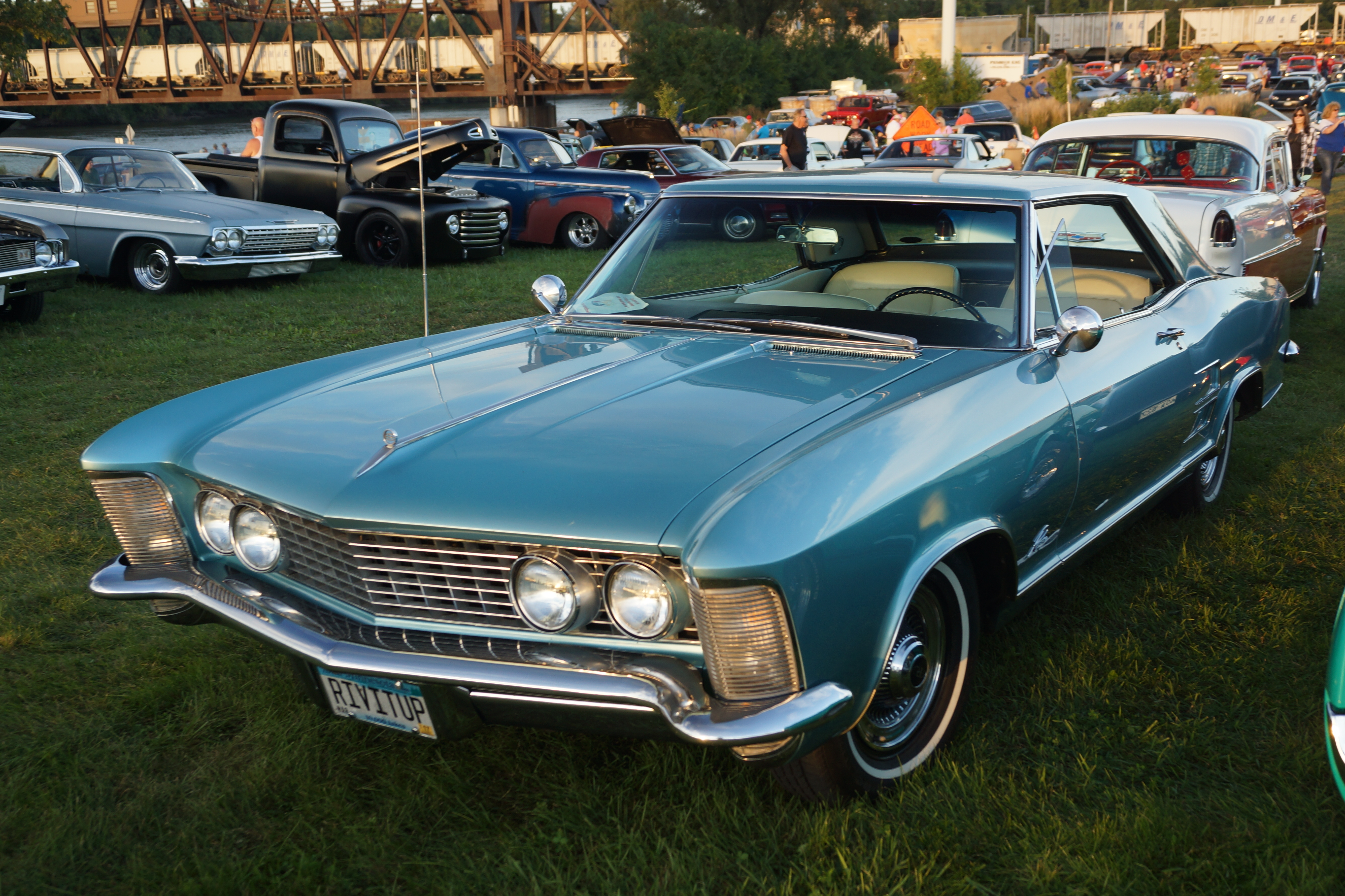
1964 Buick Riviera
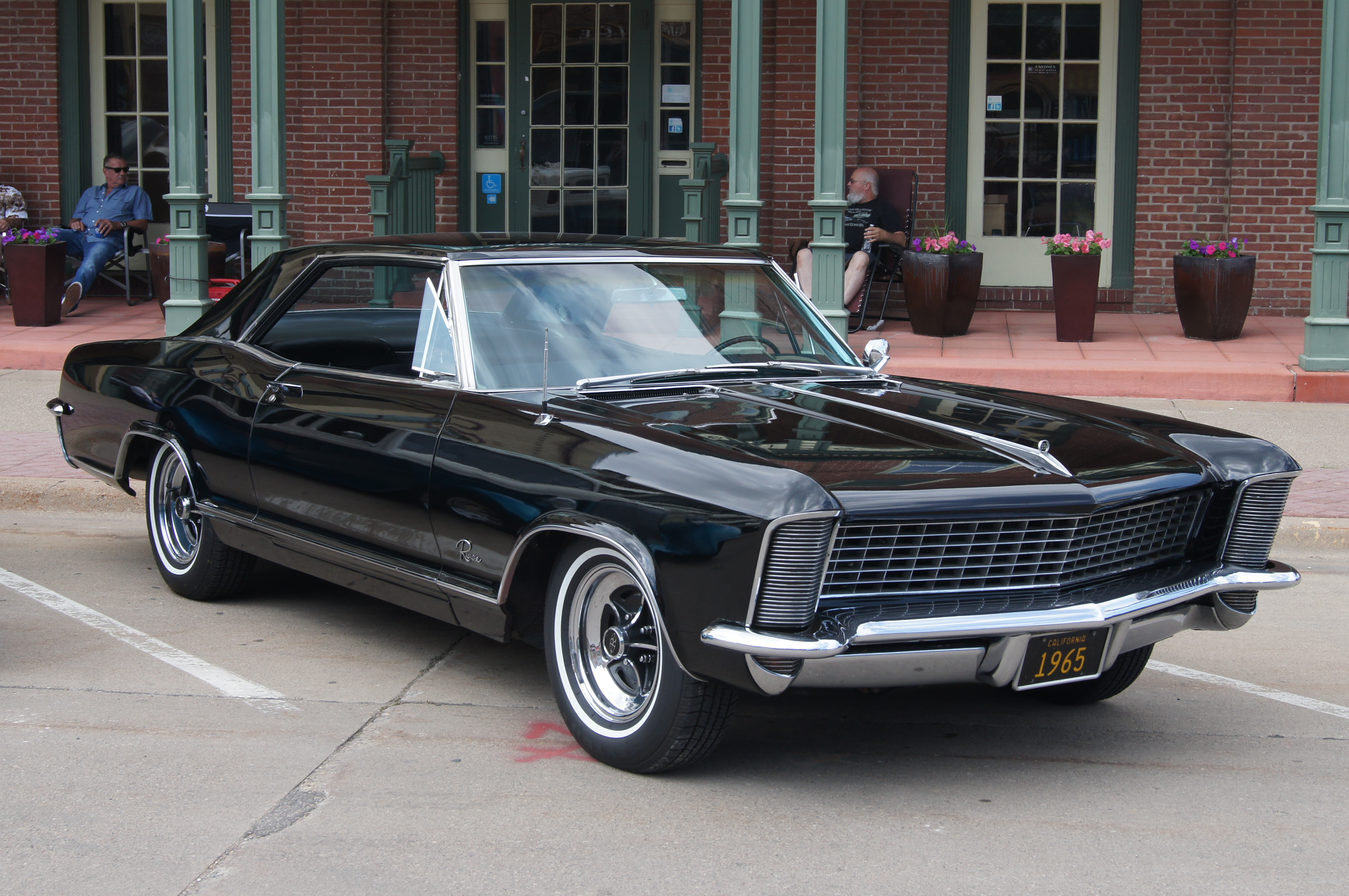
1965 Buick Riviera
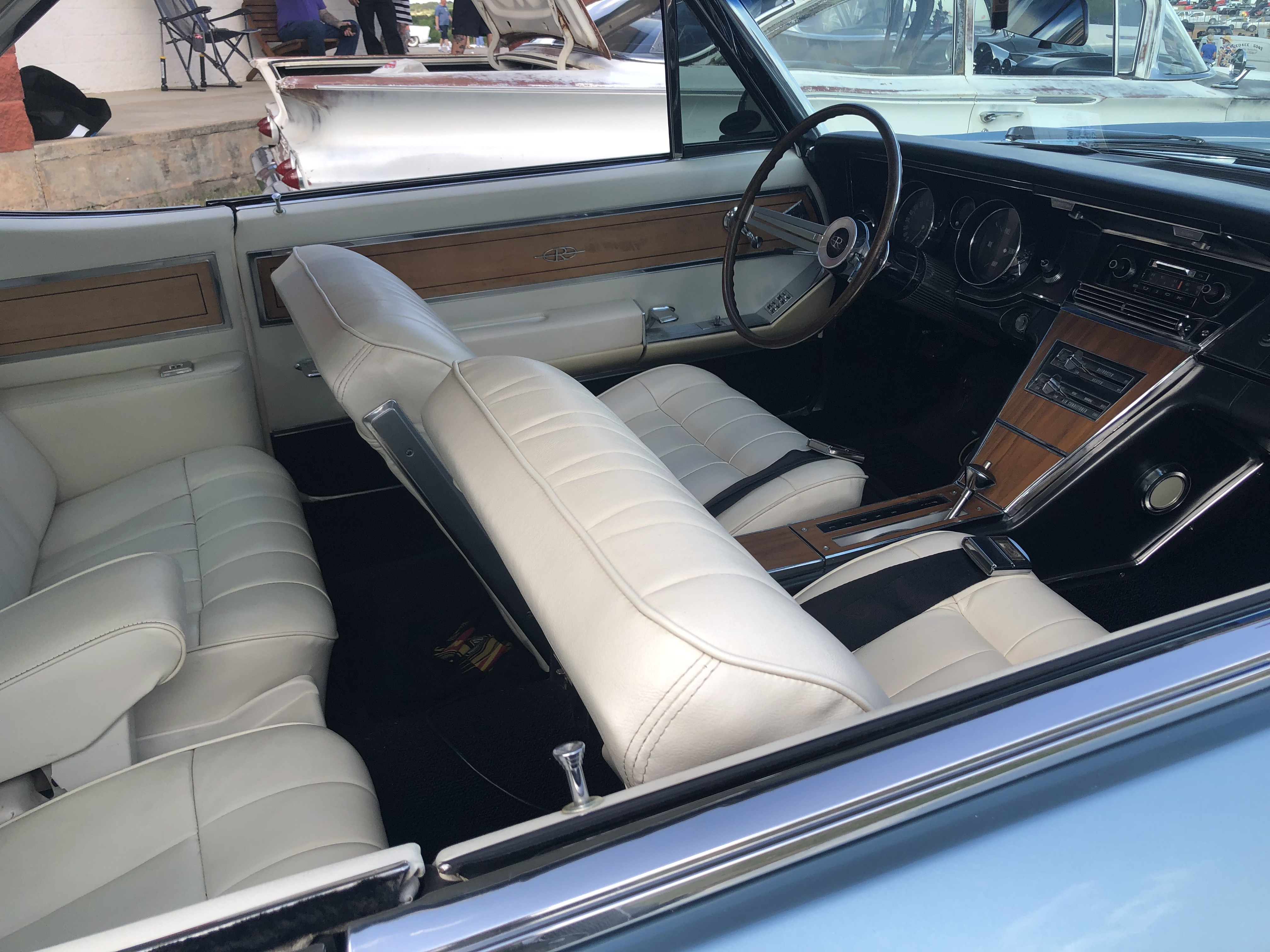
Интерьер

|      | Всего  |
| ---- | ------ |
| 1963 | 40,000 |
| 1964 | 37,958 |
| 1965 | 34,586 |

## Второе поколение (1966—1970)
Второе поколение Buick Riviera было представлено в 1966 году. Масса была увеличена на 91 кг. Вентиляционные окна, представленные General Motors в 1930-е годы, отсутствовали. Скрытые фары вновь приобрели горизонтальную форму. Увеличенная масса замедляла разгон при неизменном двигателе объёмом 7,0 л. Опционально в автомобиле применялся пакет опций Gran Sport. Дополнительно автомобиль имел задние ремни безопасности и магнитолу.
В 1967 году объём двигателя был увеличен с 425 до 430 кубических дюймов. Мощность стала составлять 268 кВт (360 л. с.), а крутящий момент — 644 Н⋅м. Опционально на передние колёса устанавливались дисковые тормоза, однако большинство моделей по-прежнему имело барабанные тормоза.

К 1970 году объём двигателя был увеличен с 430 до 455 кубических дюймов (7,5 л). Мощность стала составлять 183—276 кВт (245—370 л. с.), а крутящий момент — 680 Н⋅м.

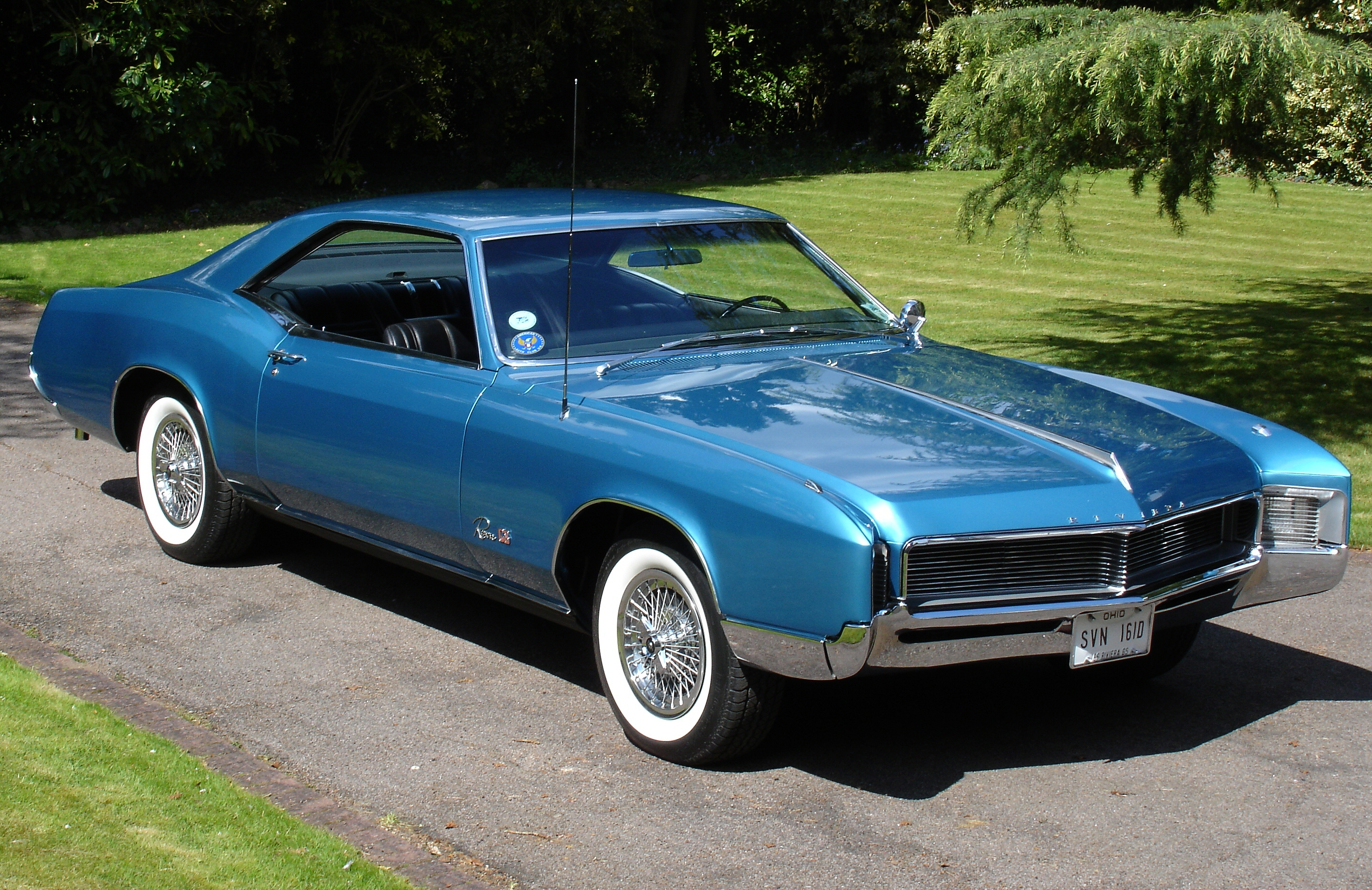
Вид спереди
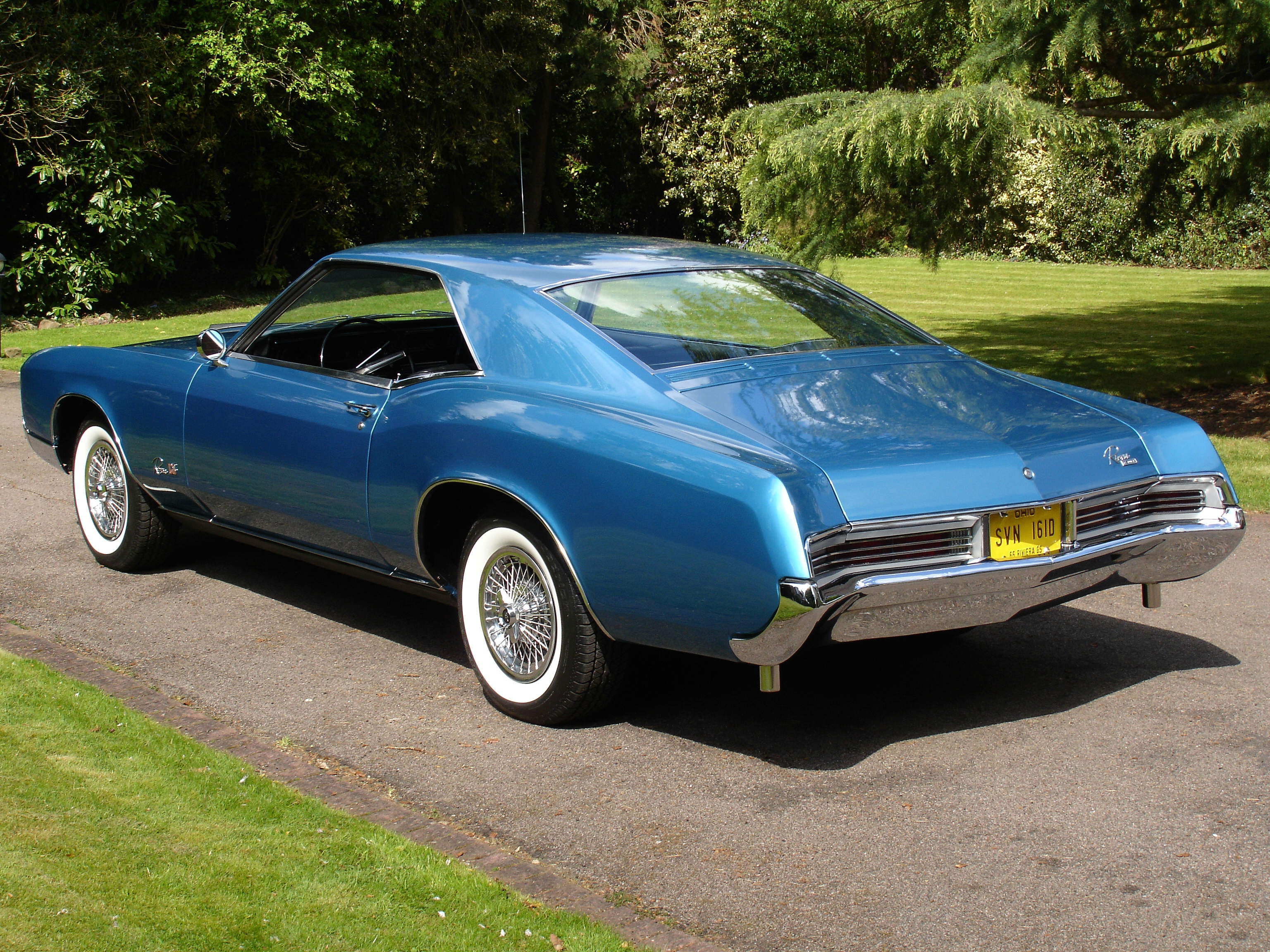
Вид сзади
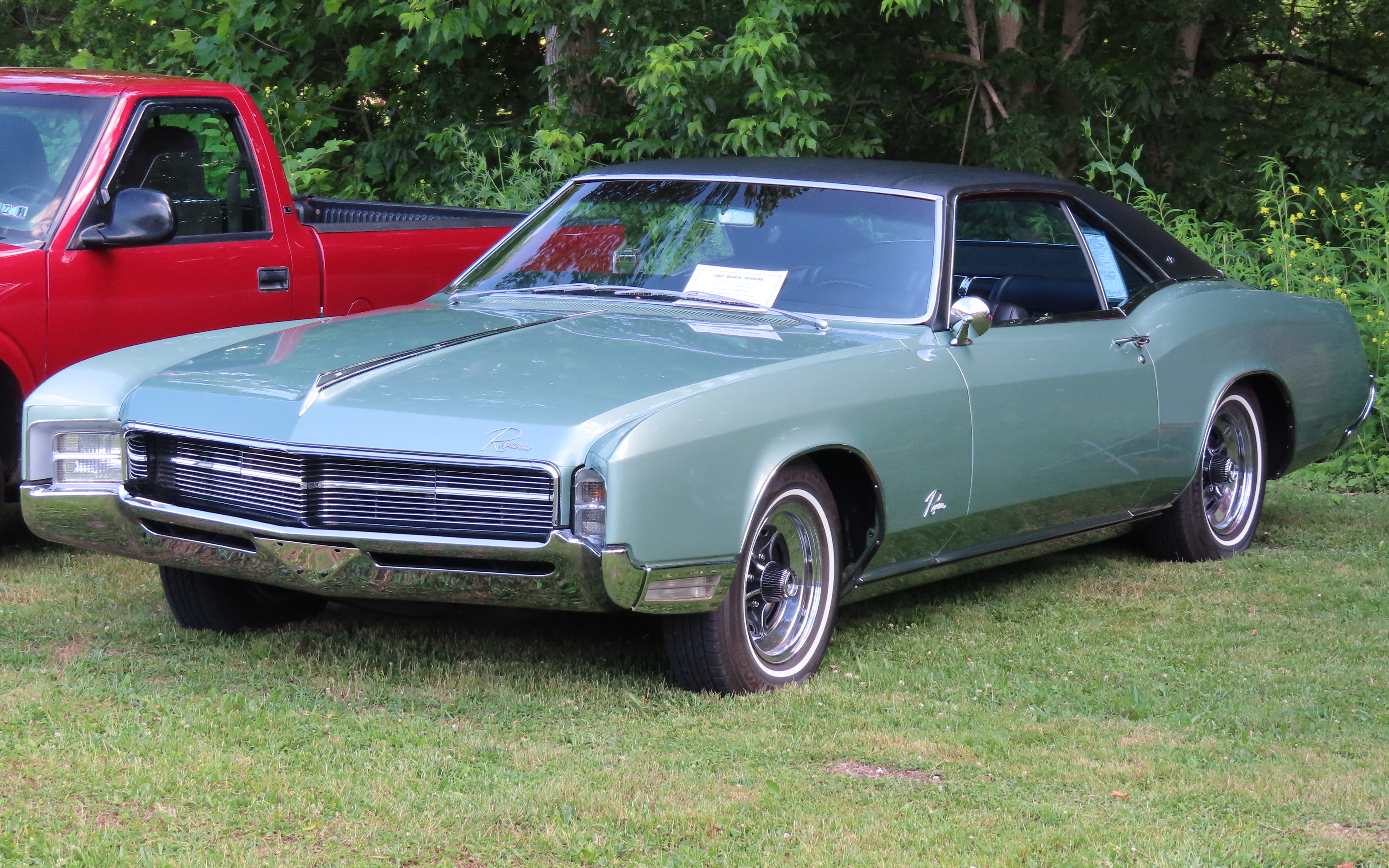
1967 Buick Riviera
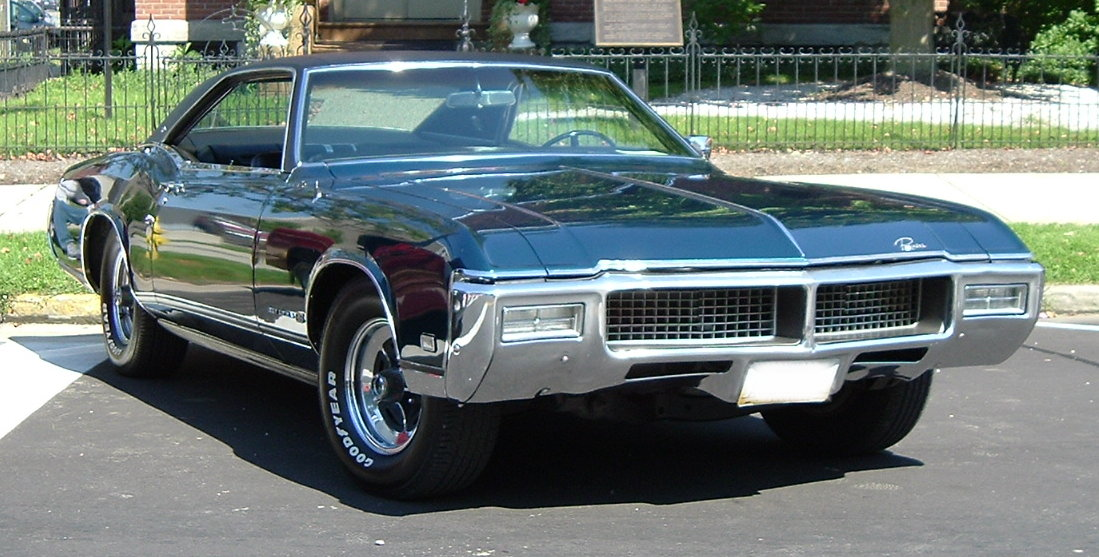
1968 Buick Riviera GS
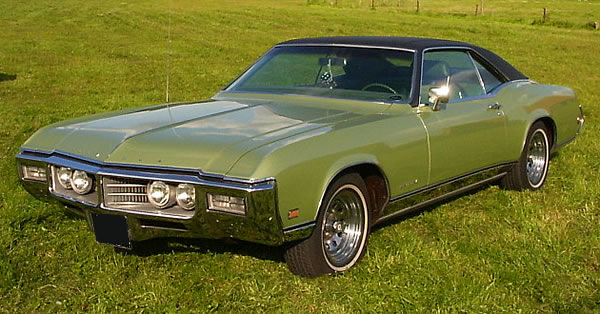
1969 Buick Riiviera
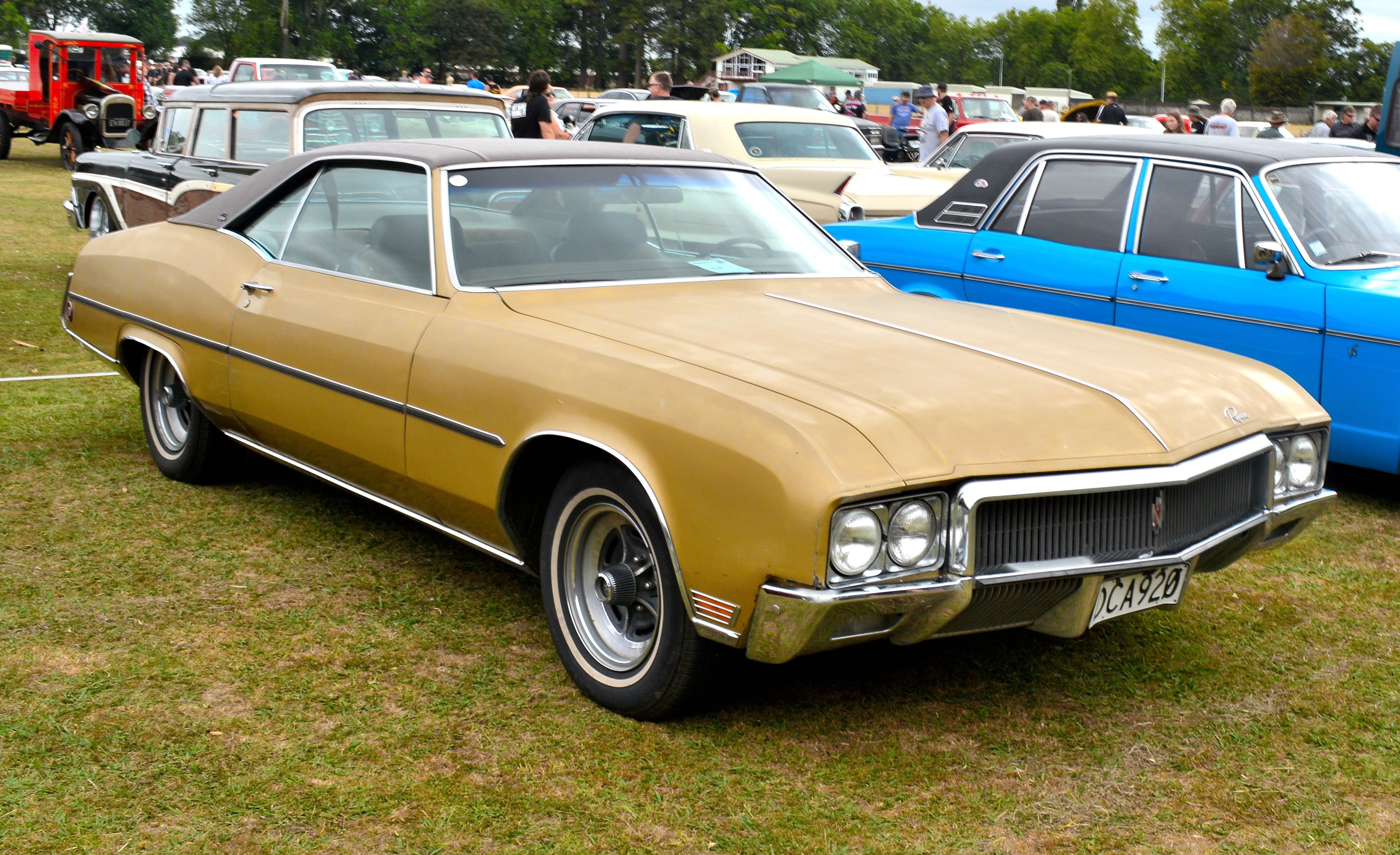
1970 Buick Riviera

## Третье поколение (1971—1973)
Третье поколение Buick Riviera было представлено в 1971 году. Автомобиль был разработан Джерри Хиршбергом под руководством Билла Митчелла.
Изначально планировалось, что автомобили будут производиться на платформе A-Body или G-Body, но в итоге автомобили стали производиться на платформе GM B.

Buick Riviera третьего поколения оснащался двигателем Buick V8 объёмом 455 кубических дюймов (7,5 л), мощностью 235—246 кВт (315—330 л. с.). Двигатель сочетался в паре с трёхступенчатой автоматической трансмиссией TH-400.

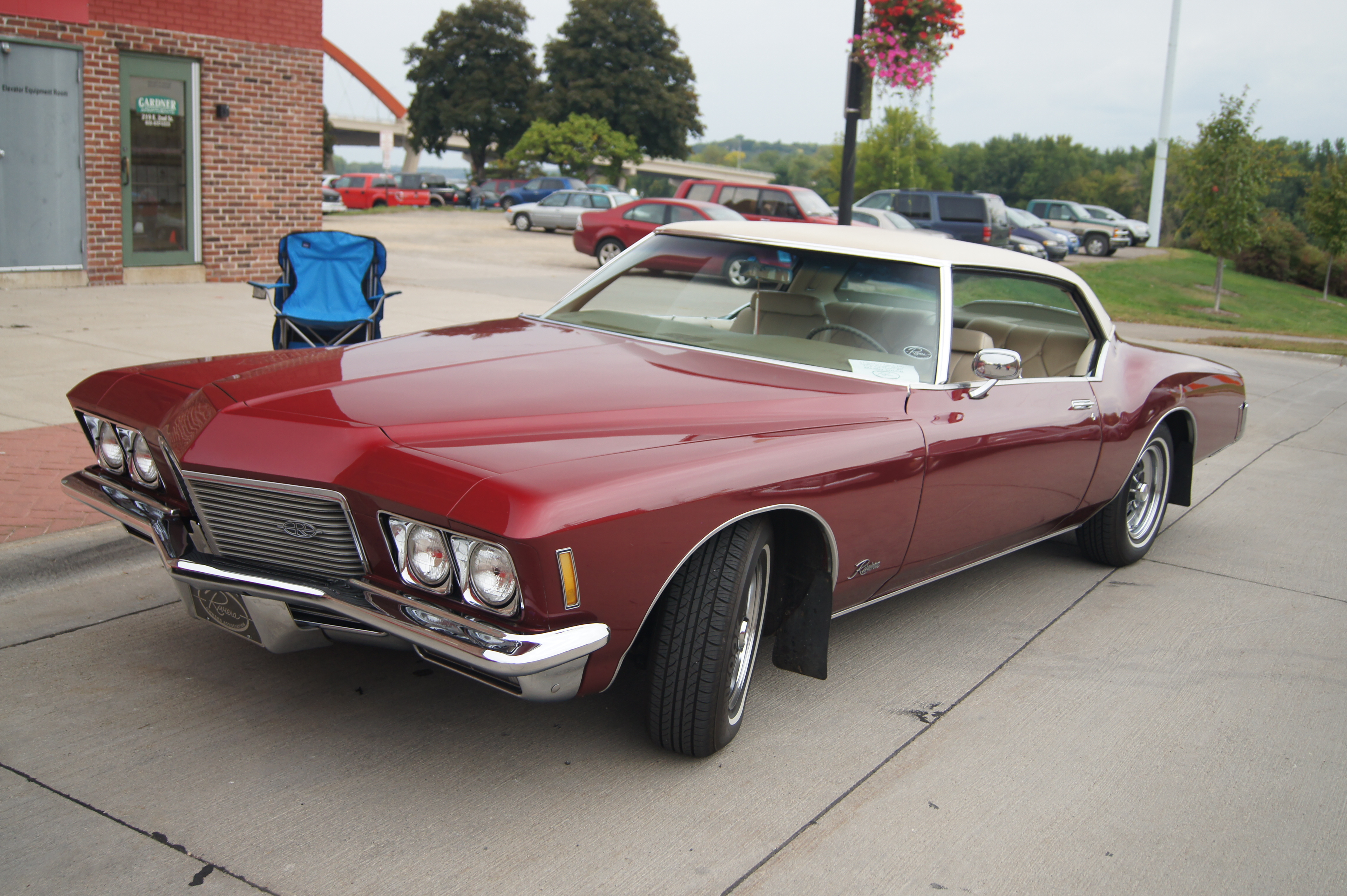
1971 Buick Riviera
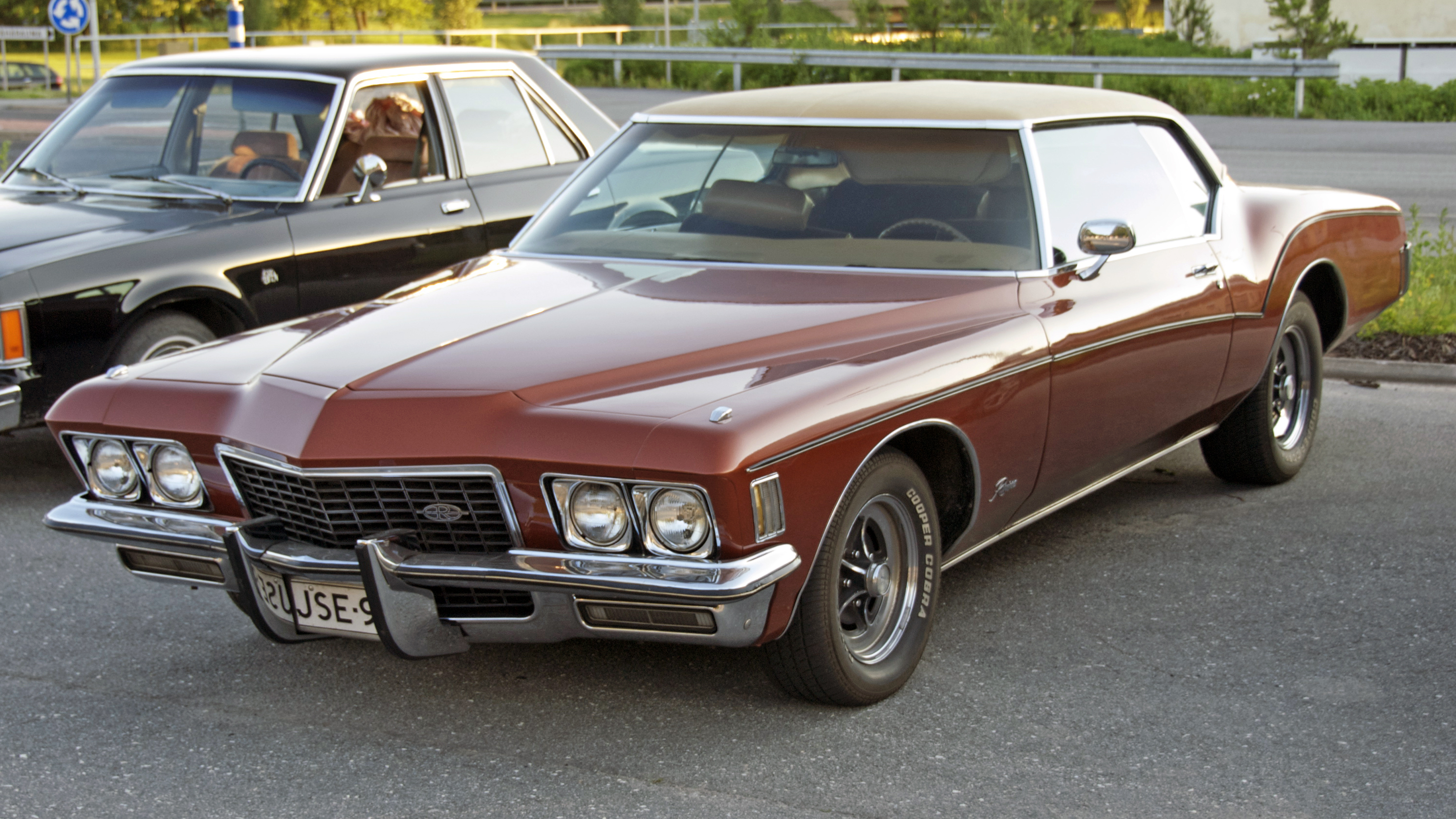
1972 Buick Riviera в Финляндии
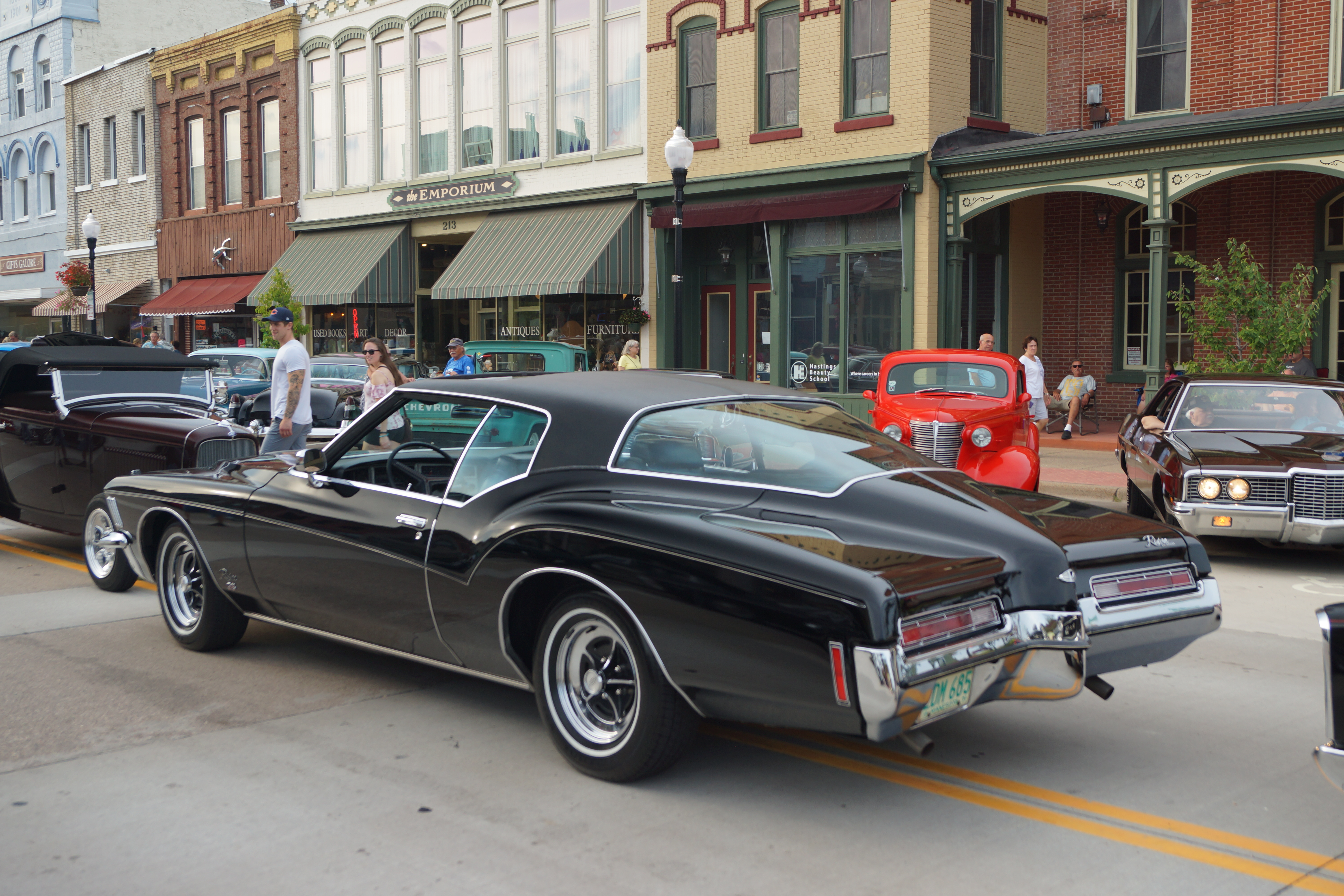
Вид сзади
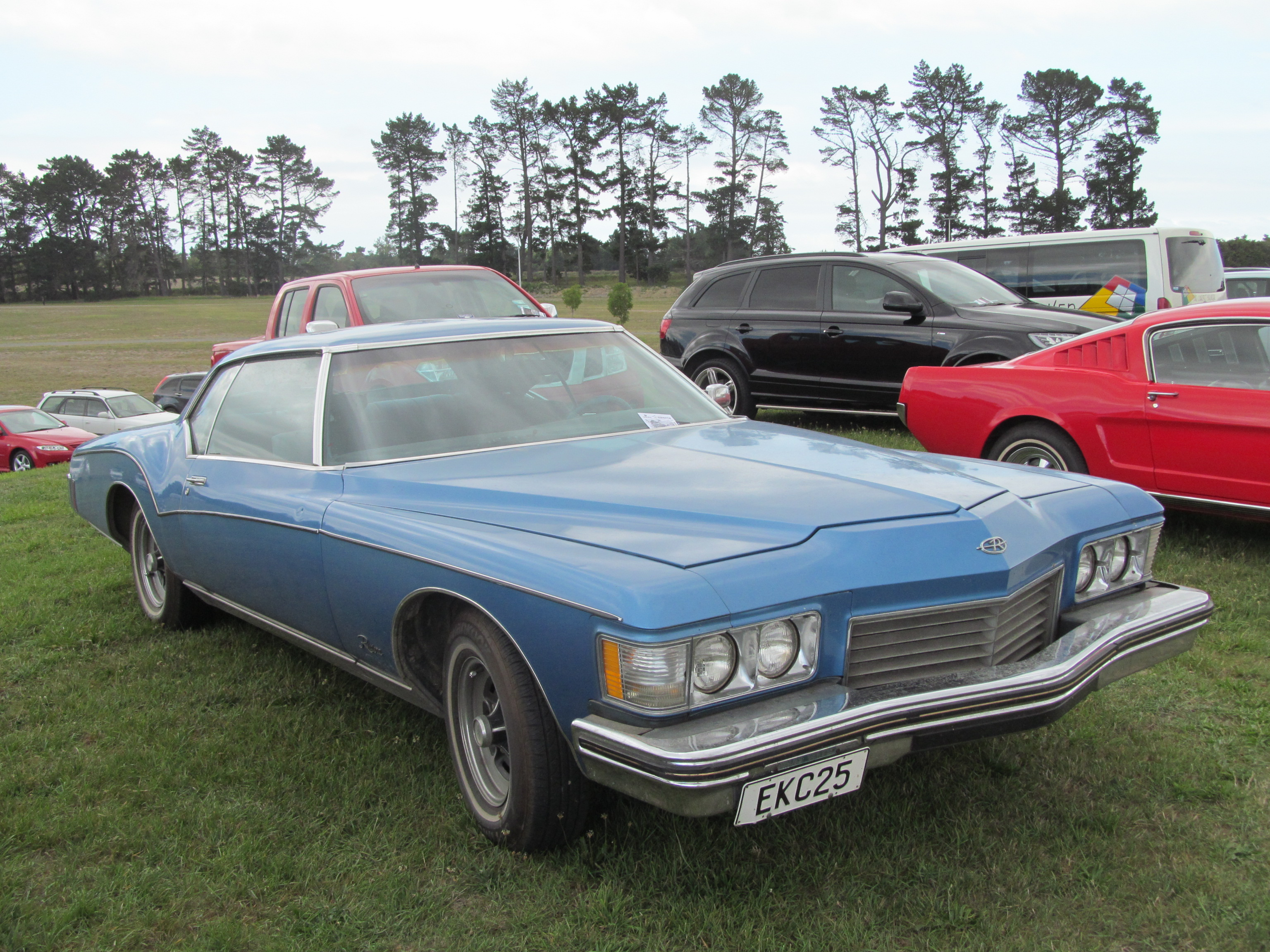
1973 Buick Riviera
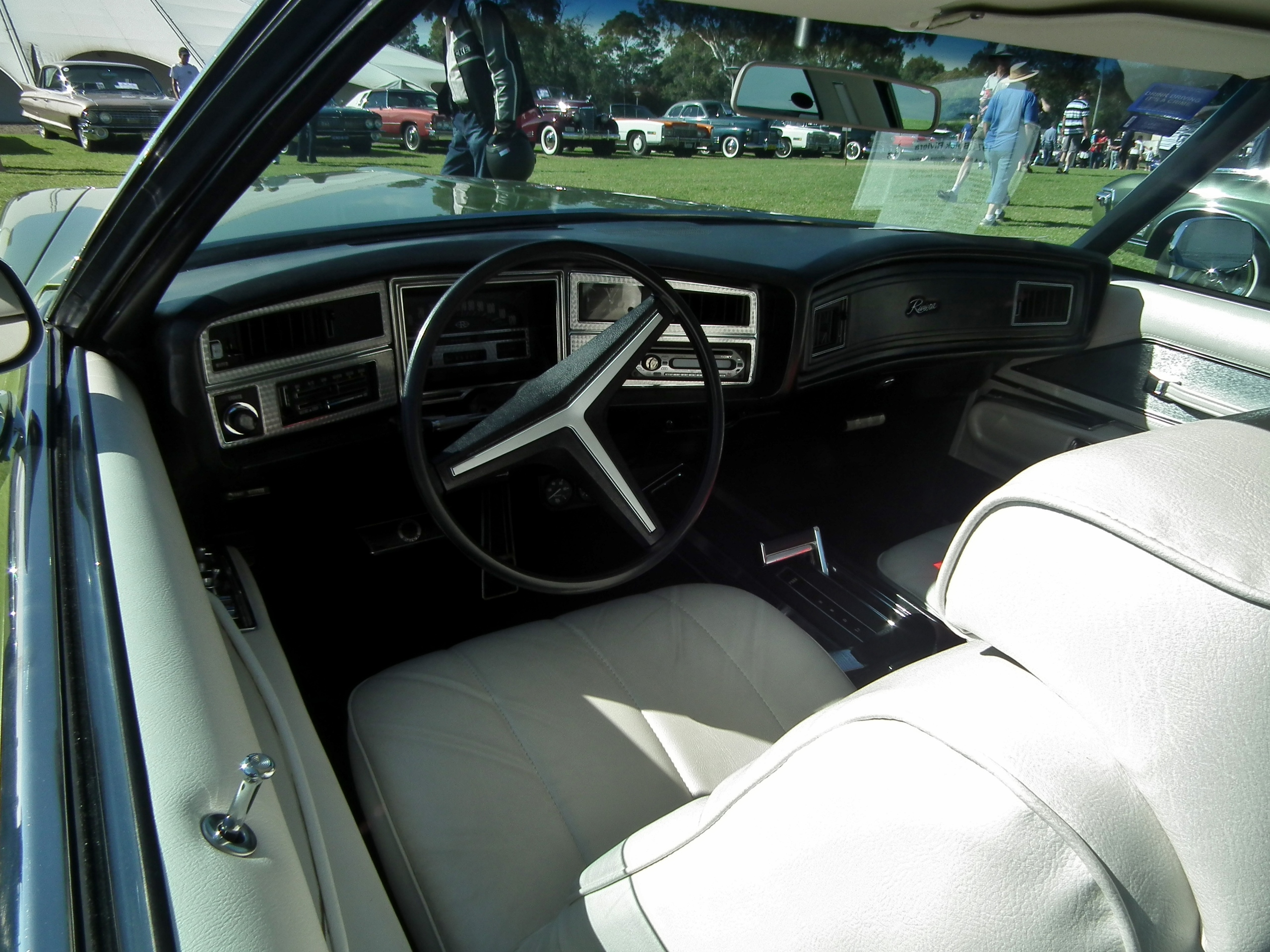
Интерьер
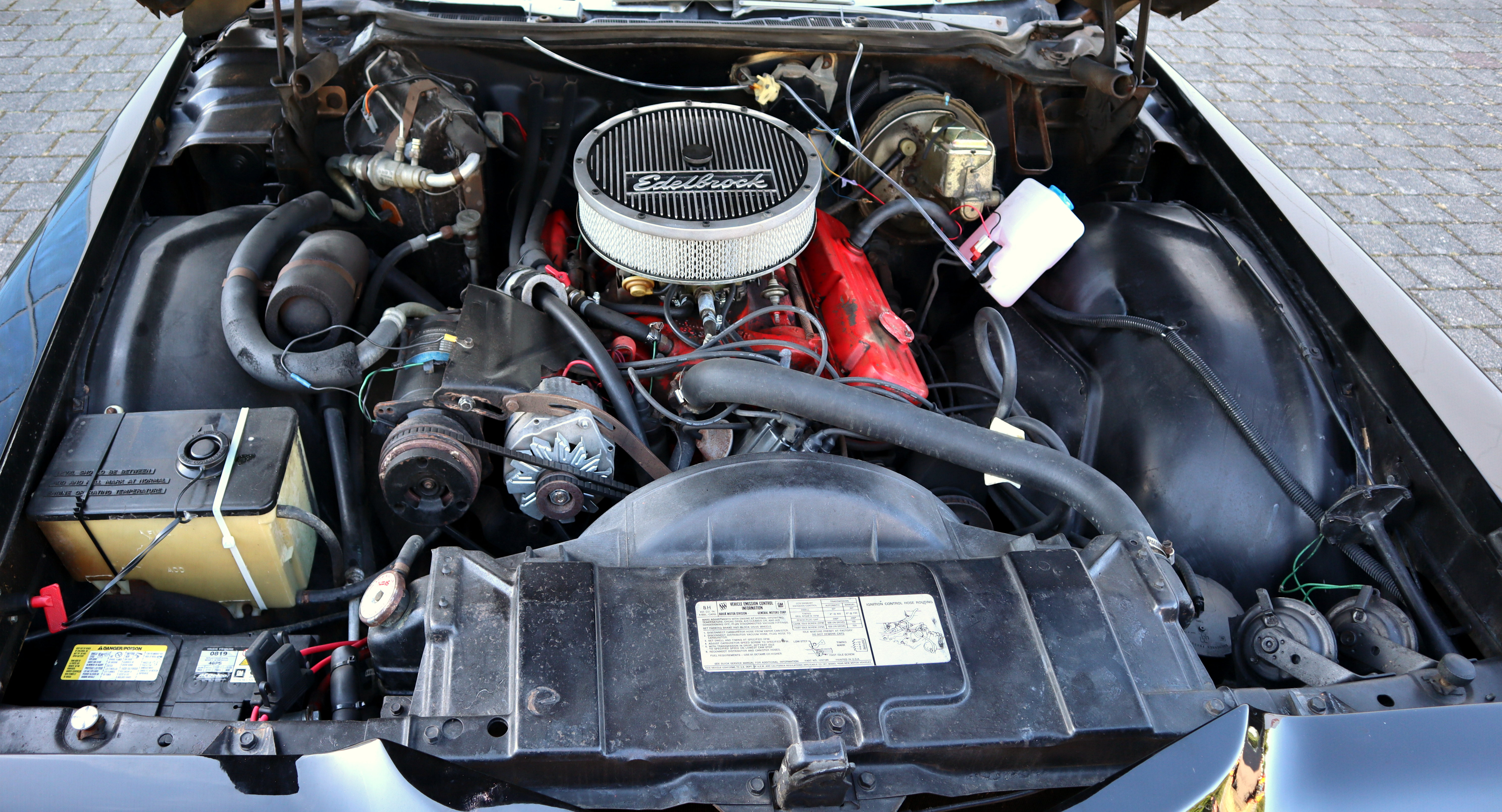
Моторный отсек

## Четвёртое поколение (1974—1976)
Несмотря на то, что Buick Riviera сохранил платформу, силовую установку и некоторые кузовные панели предыдущего поколения, изменения коснулись линии крыши. Автомобиль стал оснащаться наполовину виниловой крышей. Также была сохранена выступающая вперёд радиаторная решётка, хотя и в слегка изменённой форме.
Третье поколение Buick Riviera оснащалось 7,5-литровым двигателем Buick V8 мощностью 172—183 кВт (230—245 л. с.). Двигатель сочетался в паре с трёхступенчатой автоматической трансмиссией TH-400.

В 1975 году автомобиль прошёл фейслифтинг. Мощность двигателя была снижена до 153 кВт (205 л. с.).

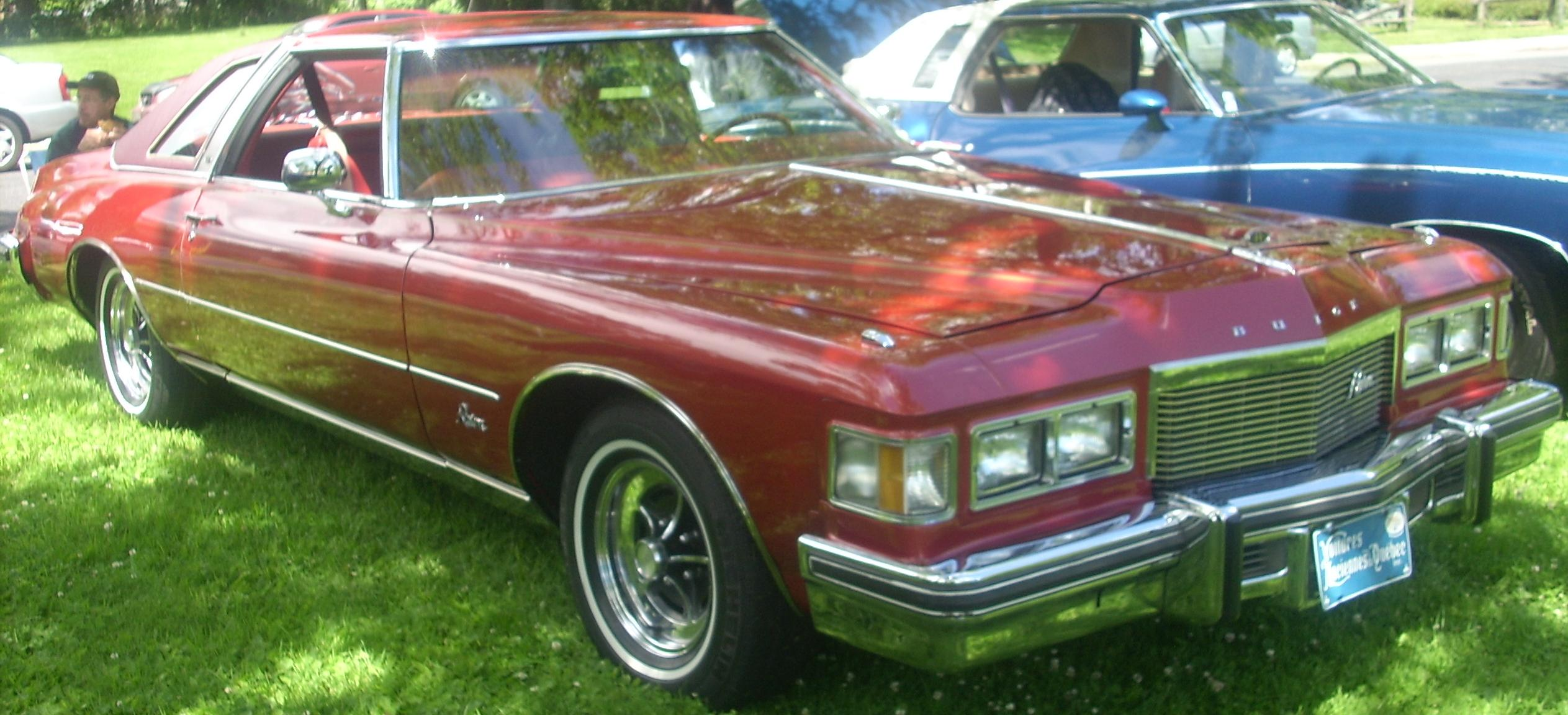
Вид спереди
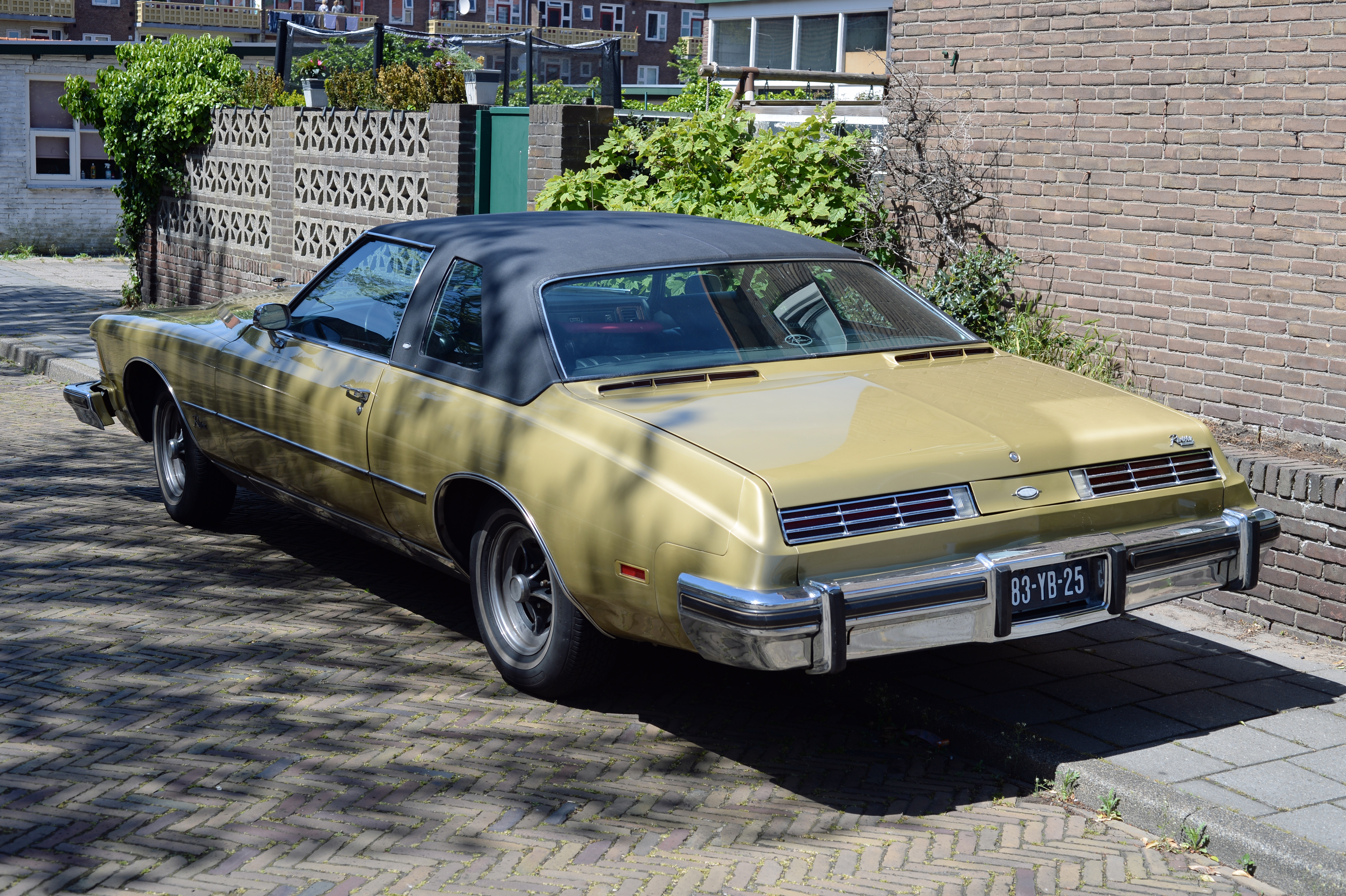
Вид сзади

## Пятое поколение (1977—1978)
К 1977 году размеры Buick Riviera были сокращены. Дизайн был разработан в стиле Buick LeSabre. Колёсная база уменьшена до 2940 мм, а длина — до 5540 мм. Масса была снижена до 300 кг.

Автомобили оснащались двигателями объёмом 5,7—6,6 л (350—403 кубических дюйма), мощностью 116—138 кВт (155—185 л. с.). В Калифорнии двигатель развивал мощность 127 кВт (170 л. с.).

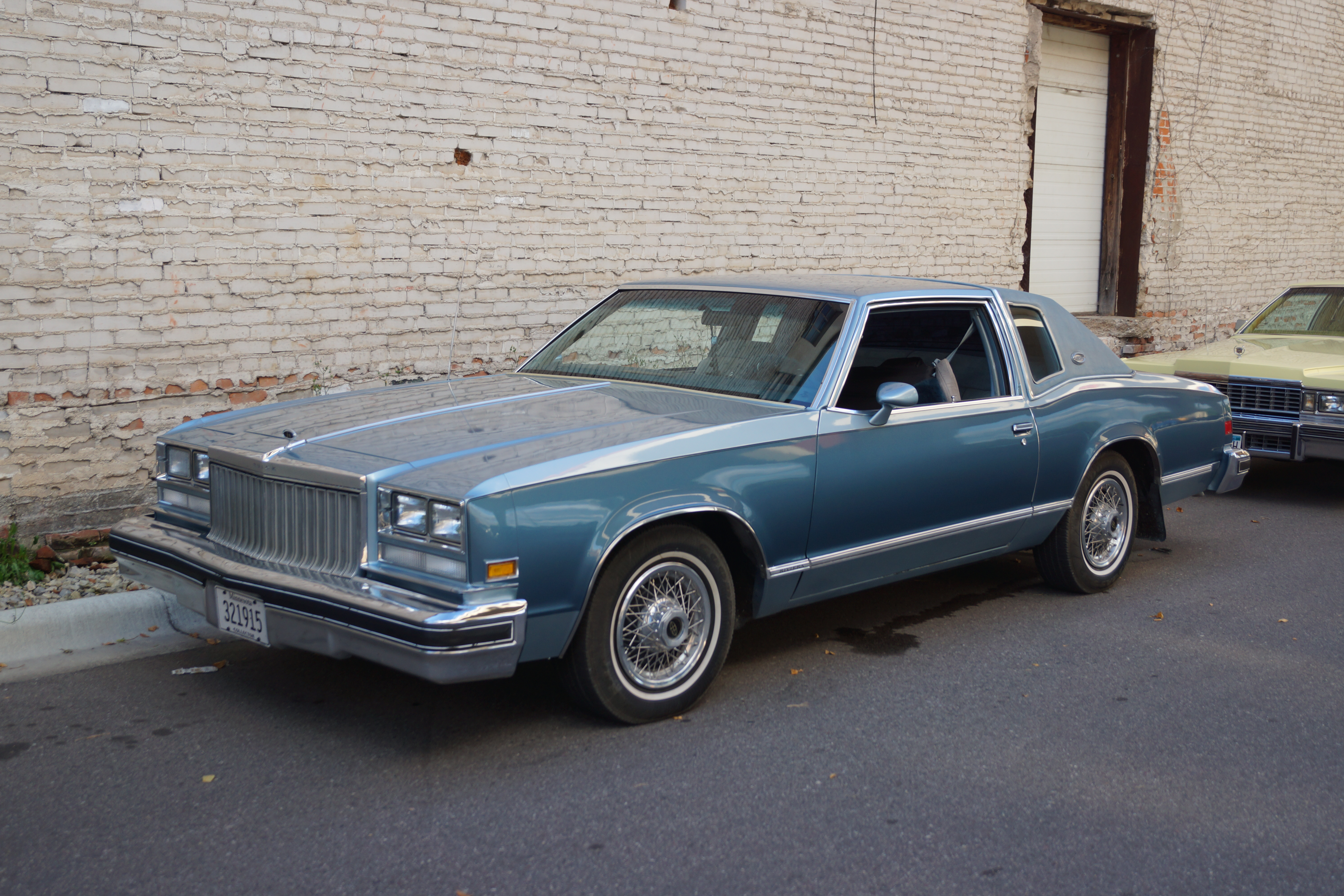
1977 Buick Riviera
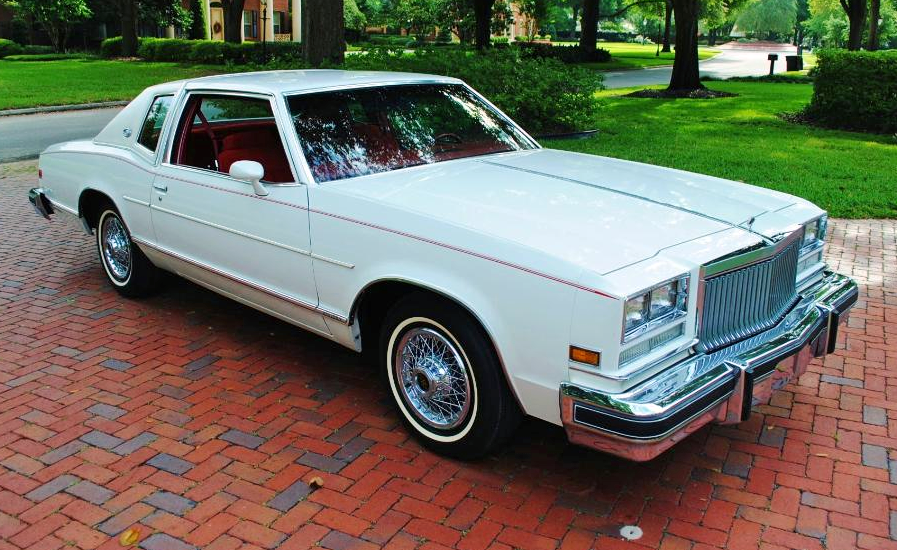
1978 Buick Riviera
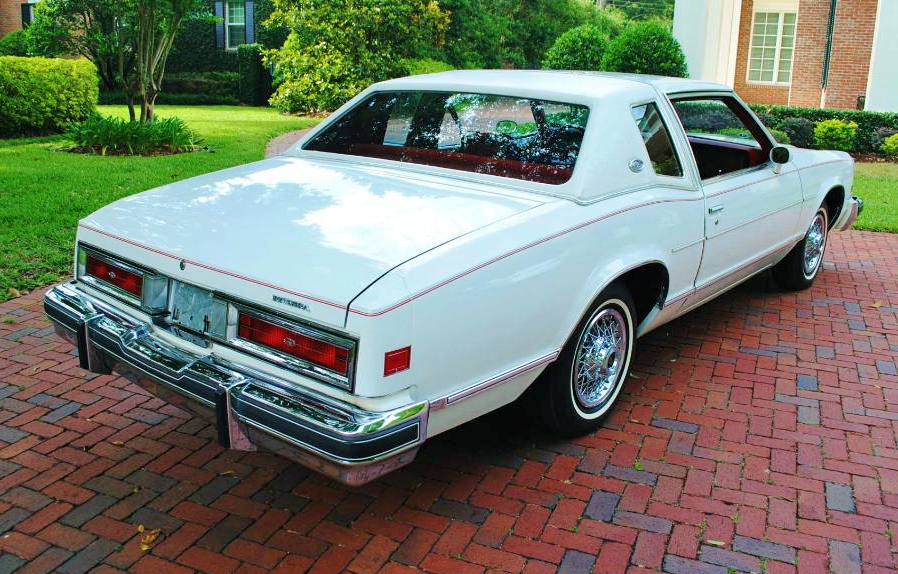
Вид сзади
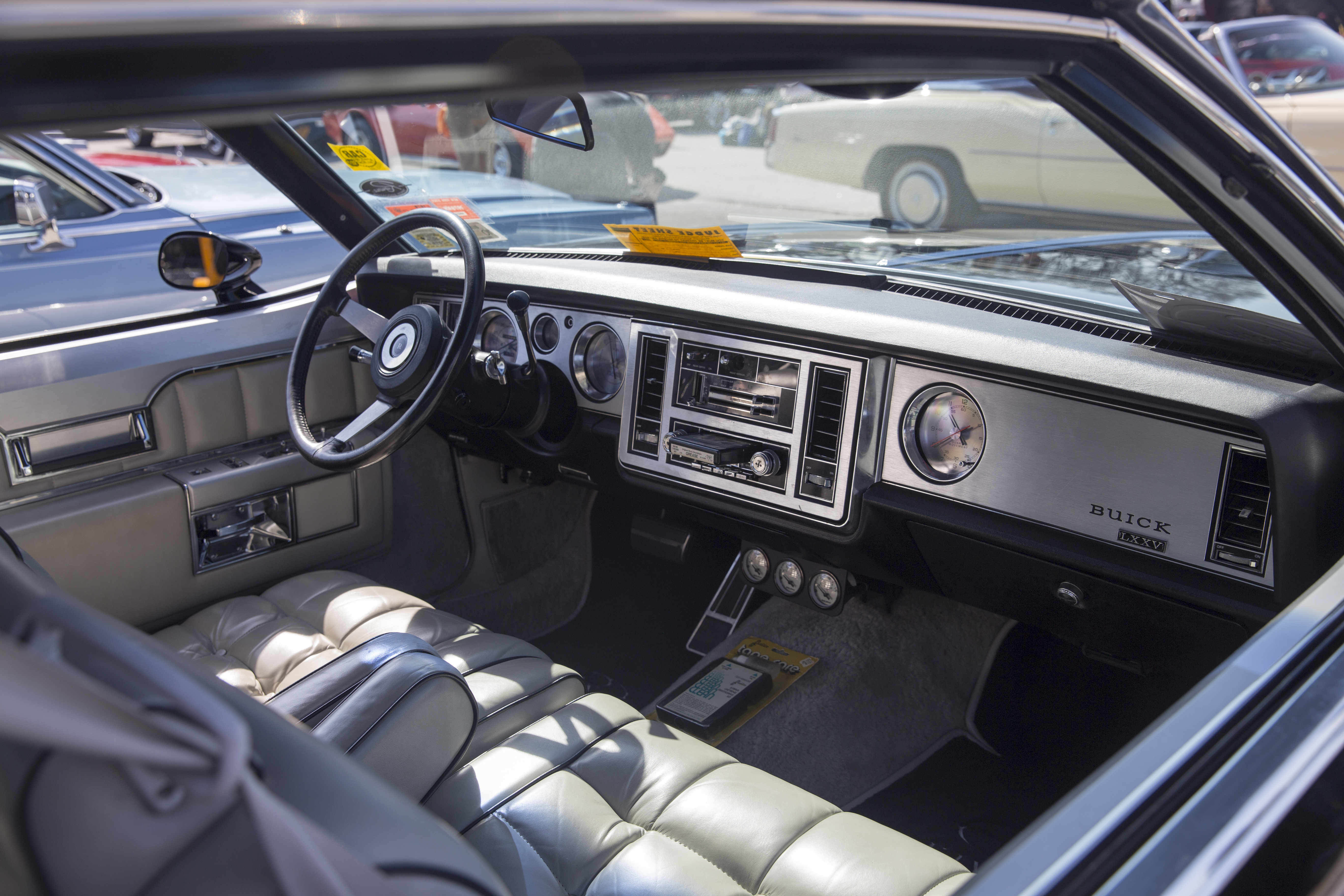
Интерьер

|       | Купе   |
| ----- | ------ |
| 1977  | 26,138 |
| 1978  | 20,535 |
| Всего | 46,673 |

## Шестое поколение (1979—1985)
С 1979 года Buick Riviera стал выпускаться с переднеприводной компоновкой. Автомобили вновь начали базироваться на платформе E-body. Кроме двигателей Oldsmobile V8 объёмом 5,0—5,7 л, в моторную гамму также были добавлены двигатели Buick V6 объёмом 3,8—4,1 л. Впервые в моторной гамме Buick Riviera появился дизельный двигатель семейства Oldsmobile V8.

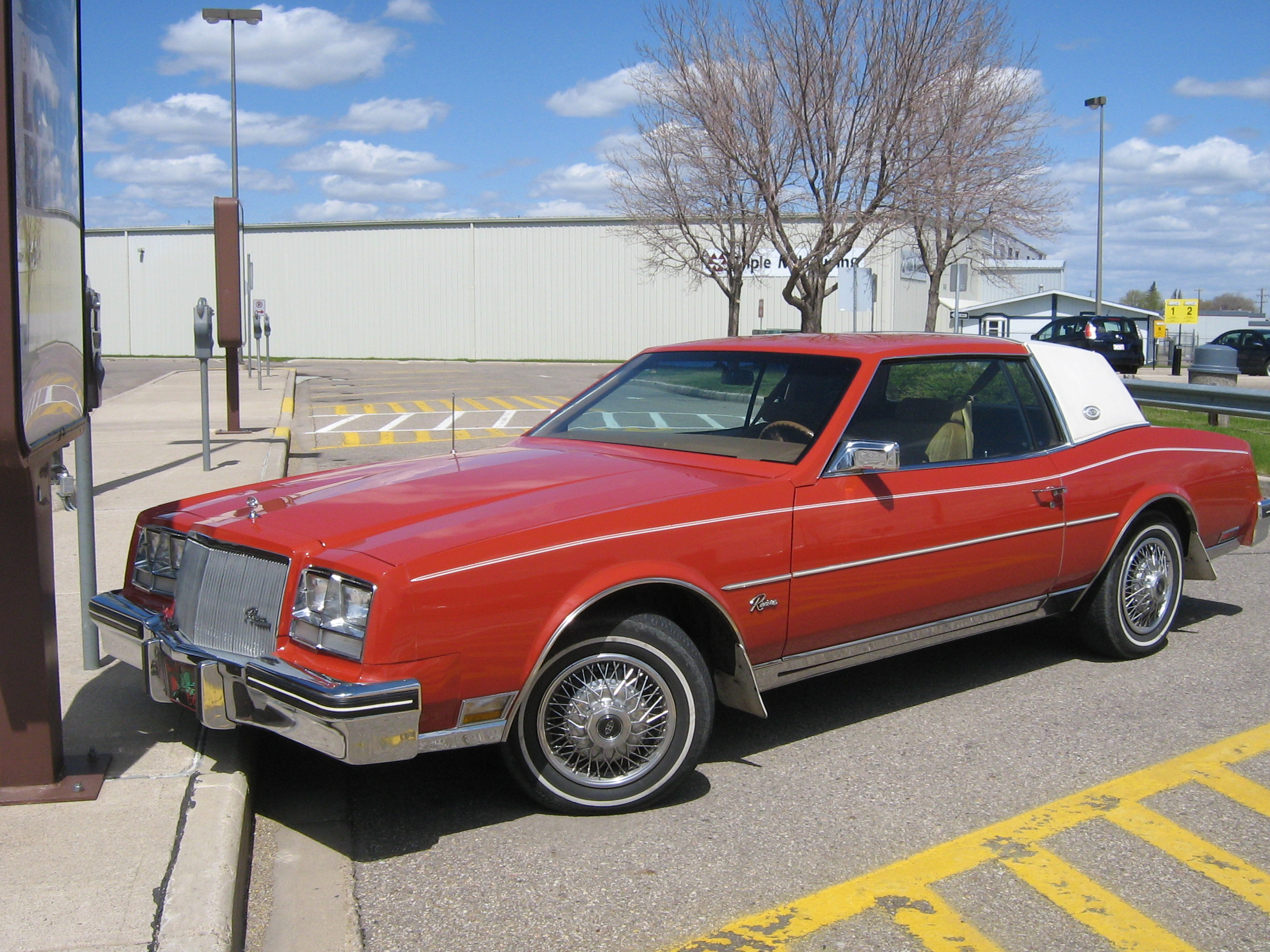
Купе Buick Riviera
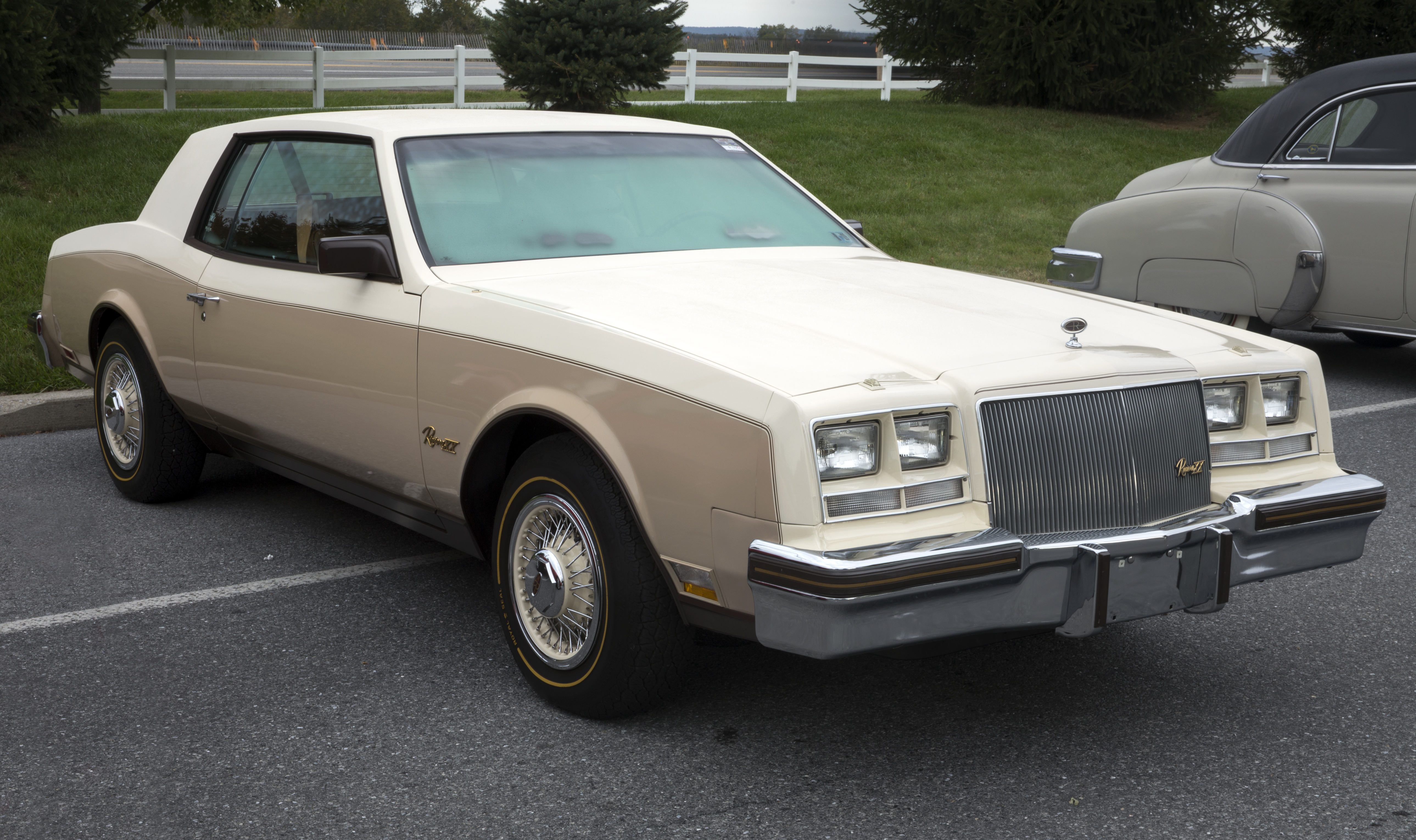
1983 Buick Riviera XX
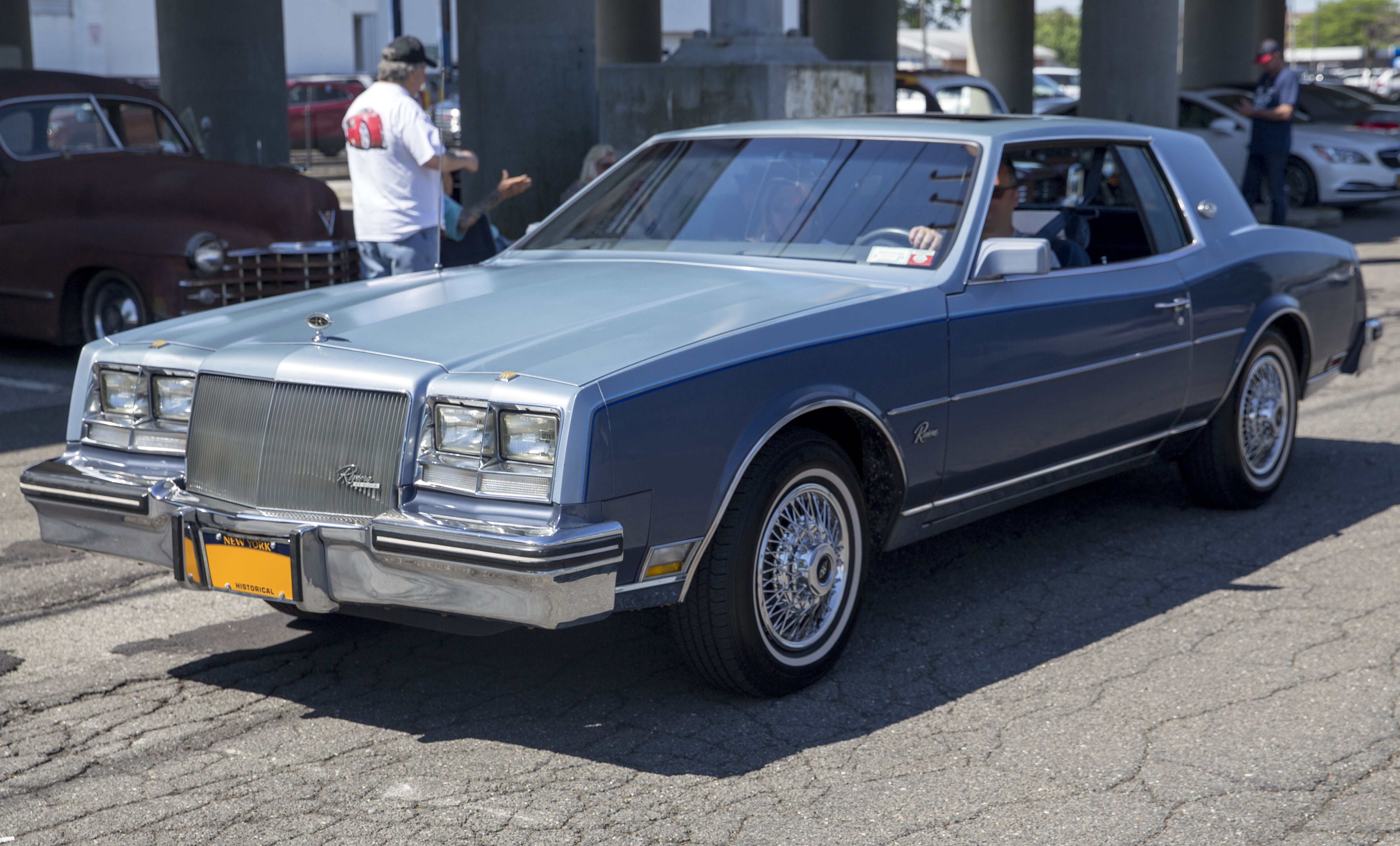
1984 Buick Riviera
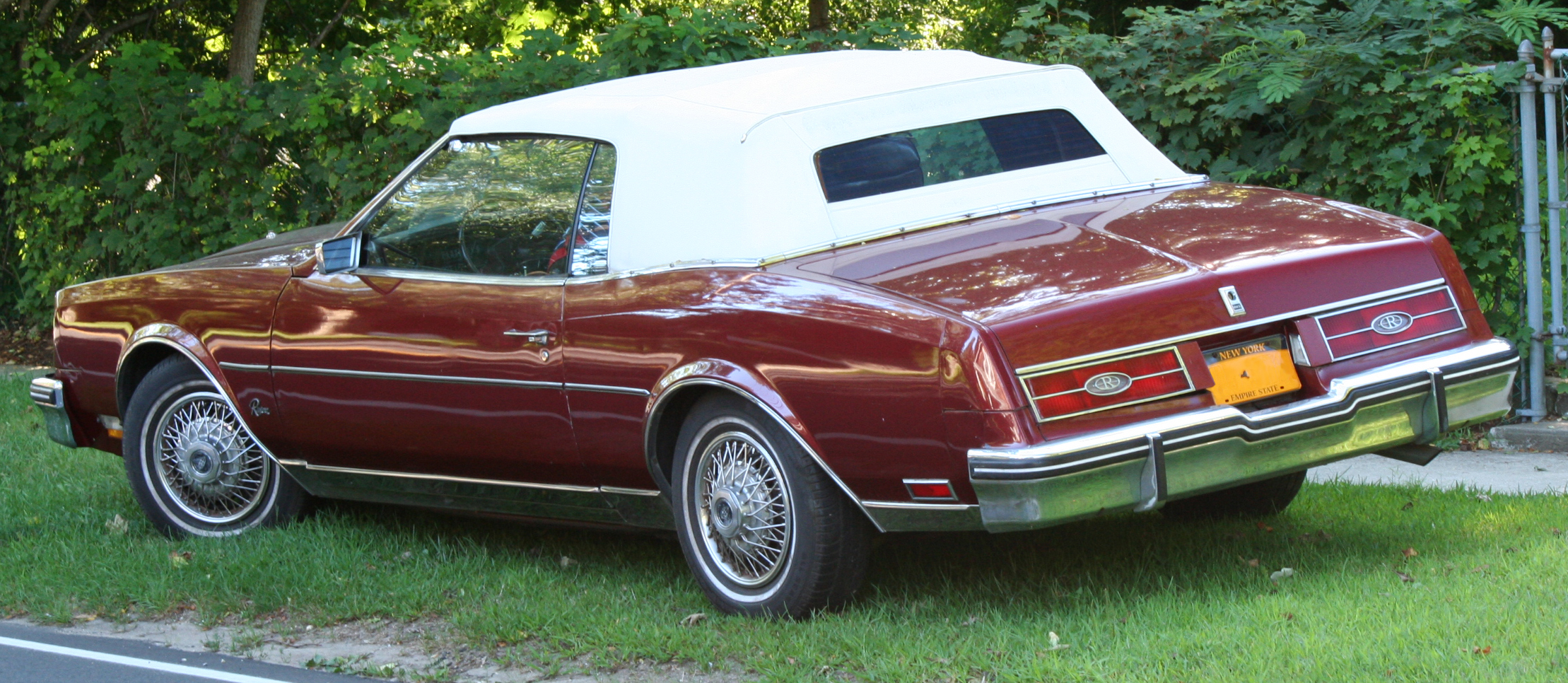
Вид сзади

|       | Купе    | T-Type | Кабриолет | Всего   |
| ----- | ------- | ------ | --------- | ------- |
| 1979  | 37,881  | 14,300 | —         | 52,181  |
| 1980  | 41,404  | 7,217  | —         | 48,621  |
| 1981  | 48,017  | 3,990  | —         | 52,007  |
| 1982  | 42,823  | Н/Д    | 1,248     | 44,071  |
| 1983  | 47,153  | 1,331  | 1,750     | 50,234  |
| 1984  | 56,210  | 1,153  | 500       | 57,863  |
| 1985  | 63,836  | 1,069  | 400       | 65,305  |
| Всего | 337,324 | 29,060 | 3,898     | 370,282 |

## Седьмое поколение (1986—1993)
В 1986 году размеры Buick Riviera были уменьшены: колёсная база стала составлять 2743 мм. Автомобили оснащались двигателями Buick V6 мощностью 104 кВт (140 л. с.) и крутящим моментом 271 Н⋅м в паре с четырёхступенчатой автоматической трансмиссией Turbo-Hydramatic 440-T4.
С 1987 года в автомобиле применялся двигатель LG3 мощностью 112 кВт (150 л. с.). С 1988 по 1990 год в автомобиле применялся двигатель LN3 мощностью 123 кВт (165 л. с.) и крутящим моментом 285 Н⋅м. До 1993 года в автомобиле применялся двигатель L27 мощностью 127 кВт (170 л. с.) при 4800 об/мин и крутящим моментом 298 Н⋅м при 3200 об/мин.

Последний Buick Riviera седьмого поколения сошёл с конвейера 10 декабря 1992 года.

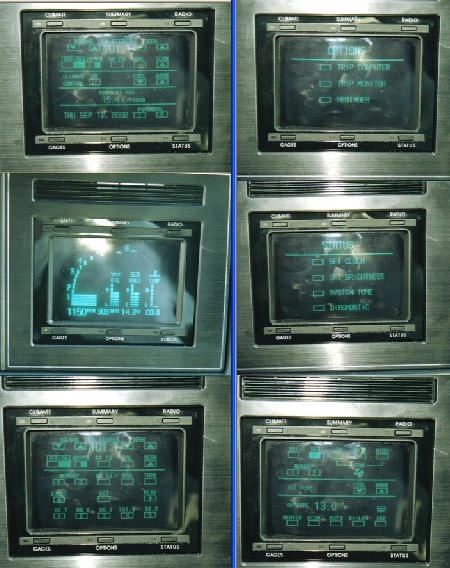
Графическое управление Buick
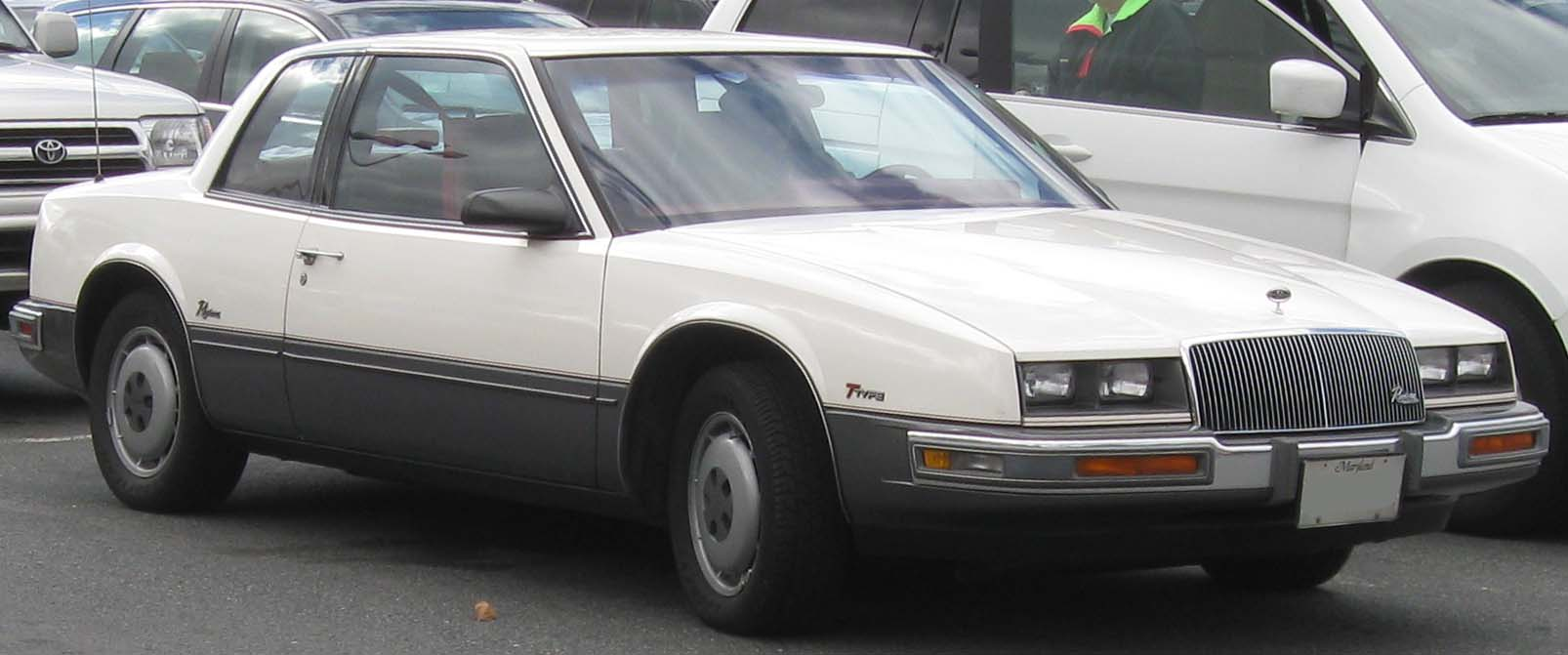
1986—1988 Buick Riviera T-Type
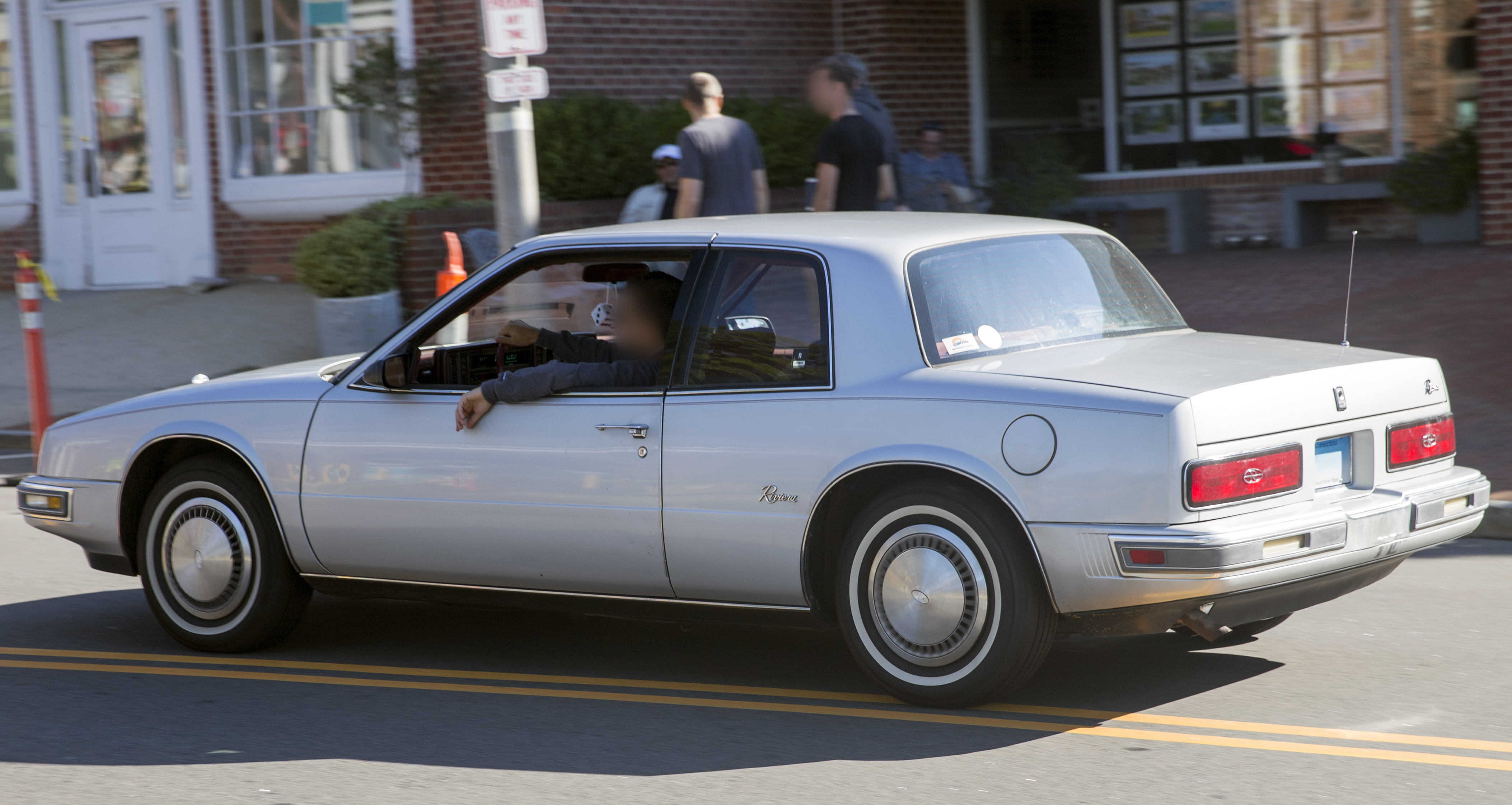
Вид сзади
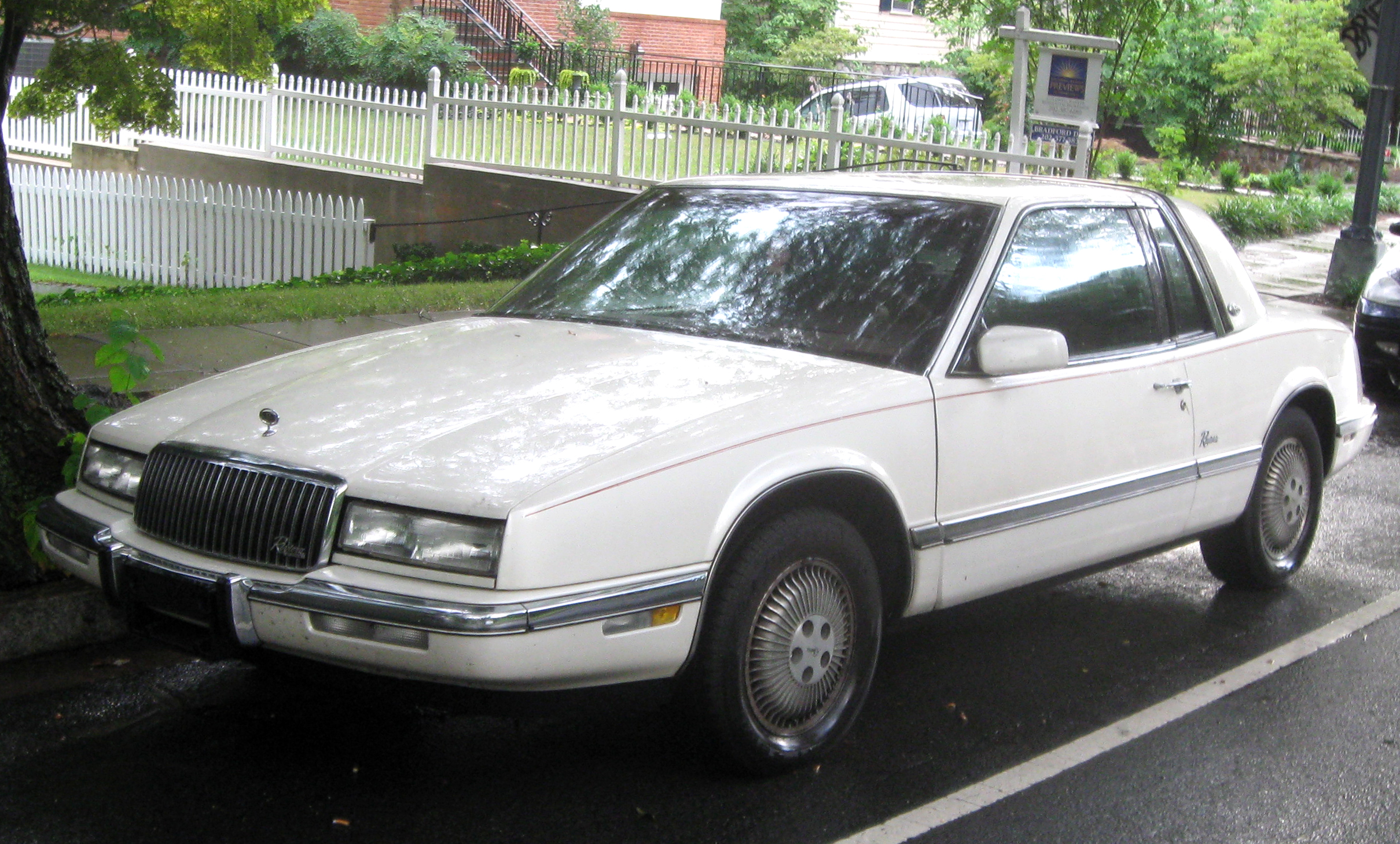
1989—1993 Buick Riviera

|       | Всего   |
| ----- | ------- |
| 1986  | 22,138  |
| 1987  | 15,223  |
| 1988  | 8,625   |
| 1989  | 21,189  |
| 1990  | 22,526  |
| 1991  | 13,168  |
| 1992  | 12,324  |
| 1993  | 4,555   |
| Всего | 119,748 |

## Восьмое поколение (1995—1999)
В 1995 году производство Buick Riviera было возобновлено. Сборка была организована в Мичигане на платформе G-body. Автомобили стали оснащаться двигателями 3800 V6 мощностью 153—168 кВт (205—225 л. с.) и крутящим моментом 373 Н⋅м. Первый прототип был представлен 23 мая 1994 года.
В 1996 году мощность двигателя с турбонаддувом была увеличена до 179 кВт (240 л. с.), а крутящий момент — до 380 Н⋅м. Двигатель стал сочетаться в паре с четырёхступенчатой автоматической трансмиссией 4T60E-HD.
В 1997 году масса Buick Riviera была уменьшена. Была добавлена трансмиссия 4T65E-HD с гидротрансформатором, увеличенным на 258 мм.

Последний Buick Riviera восьмого поколения сошёл с конвейера 25 ноября 1998 года.

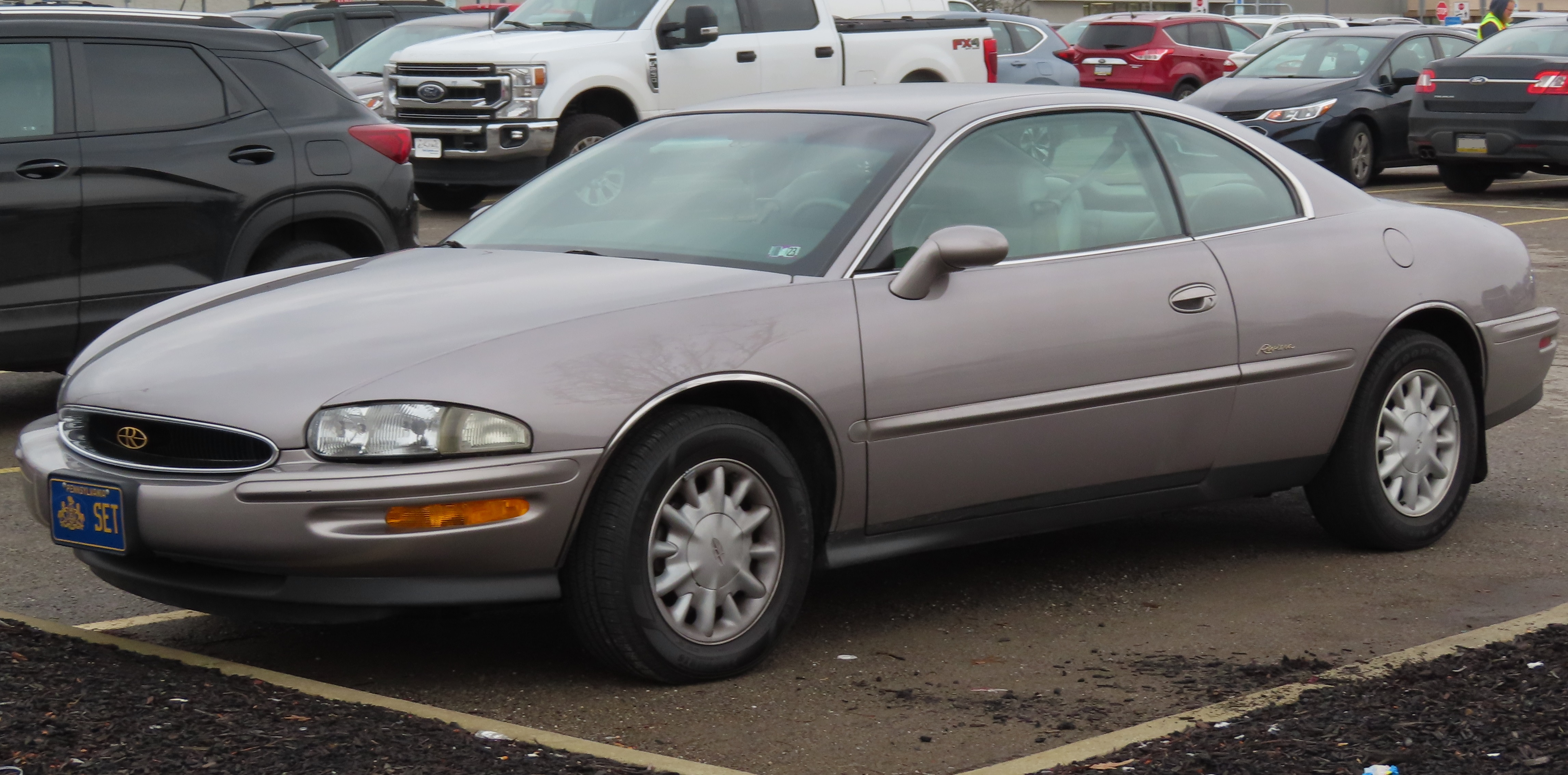
Вид спереди
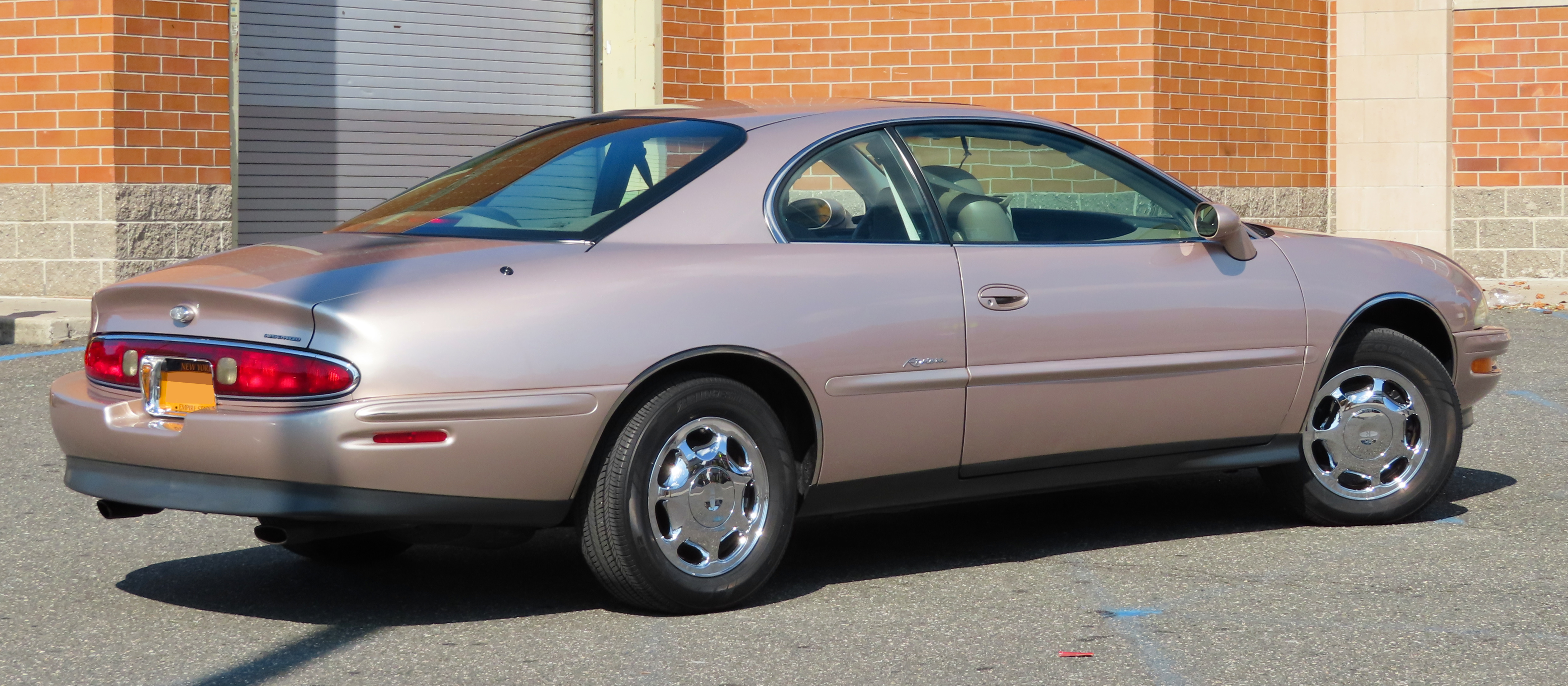
Вид сзади

|       | Всего  |
| ----- | ------ |
| 1995  | 41,422 |
| 1996  | 17,389 |
| 1997  | 18,199 |
| 1998  | 10,613 |
| 1999  | 1,956  |
| Всего | 89,579 |

### Двигатели
| Годы производства | Двигатель                                | Мощность                            | Крутящий момент         |
| ----------------- | ---------------------------------------- | ----------------------------------- | ----------------------- |
| 1995—1997         | 3.8 L L36 3800 Series II V6              | 153 кВт (205 л. с.) при 5200 об/мин | 312 Н·м при 4000 об/мин |
| 1995              | 3.8 L L67 3800 Series I Supercharged V6  | 168 кВт (225 л. с.) при 5000 об/мин | 373 Н·м при 3200 об/мин |
| 1996—1999         | 3.8 L L67 3800 Series II Supercharged V6 | 179 кВт (240 л. с.) при 5200 об/мин | 380 Н·м при 3600 об/мин |

## Концепт-кары

### 2007

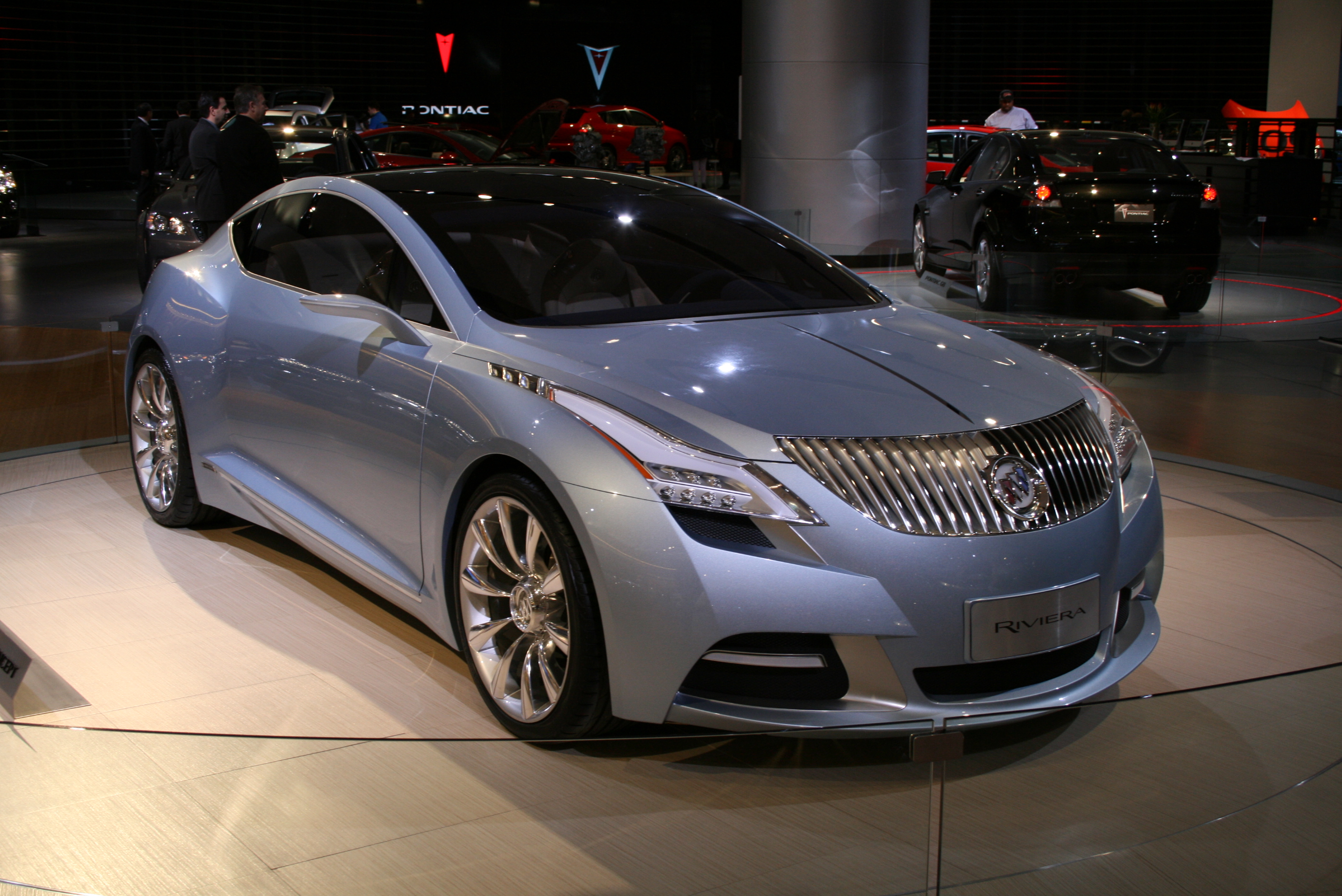
2007 Buick Riviera Concept

В 2007 году на Шанхайском автосалоне было представлено концептуальное двухдверное четырёхместное купе Buick Riviera на платформе GM Epsilon II. Позже автомобиль был продемонстрирован в 2008 году на Североамериканском международном автосалоне.
Автомобиль был разработан Паназиатским техническим автомобильным центром (PATAC). Дизайн выполнен в стиле классических автомобилей Buick. Модель включает в себя «ледяную зелёную» подсветку, корпус Shell Blue, двери в виде крыльев чайки, конфигурацию сидений 2+2 и 21-дюймовые 10-спицевые кованые алюминиевые колёсные диски.

### 2013

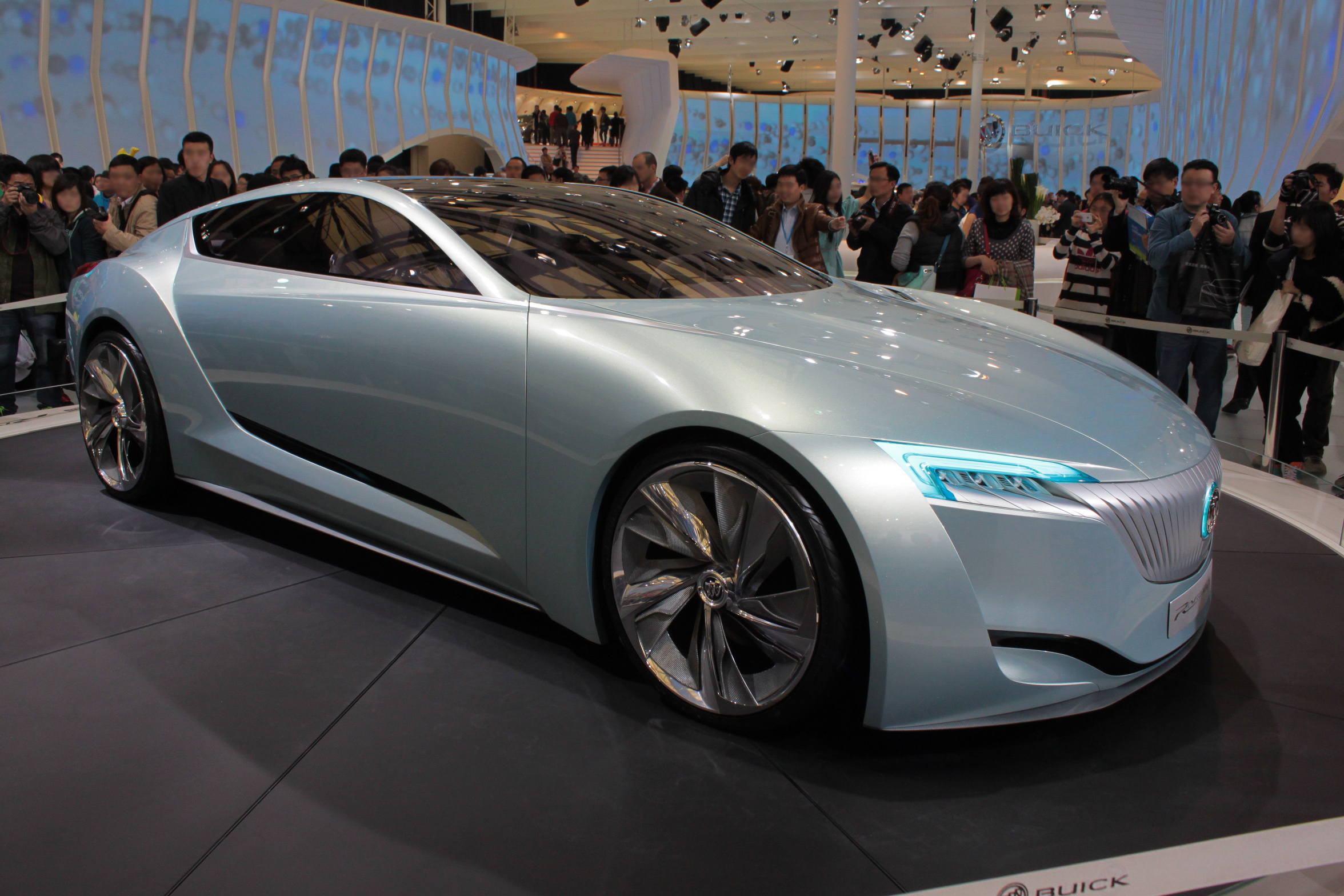
2013 Buick Riviera Concept

В 2013 году на Шанхайском автосалоне был представлен ещё один концепт-кар Buick Riviera, также разработанный Паназиатским техническим автомобильным центром (PATAC). Автомобиль имеет двери в виде крыльев чайки, подключаемую электрическую трансмиссию, рулевое управление на все 4 колеса, подвеску с электромагнитным управлением и пневматическими пружинами, встроенное соединение с интернетом 4G LTE, прозрачную стойку и беспроводную зарядку.